# Lijst van bekende honderdplussers

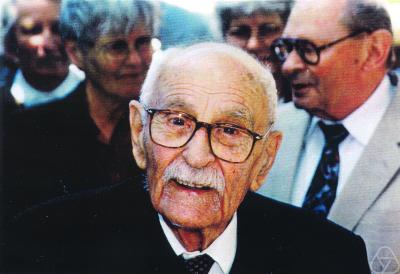
De Oostenrijkse wiskundige Leopold Vietoris op zijn 110e verjaardag in 2001. Hij overleed 10 maanden later.

De lijst van bekende honderdplussers is een opsomming van personen die niet enkel minimaal de leeftijd van 100 jaar hebben bereikt, maar daarnaast ook bekendheid genieten om een andere reden dan alleen de door hen bereikte hoge leeftijd.
Nog in leven zijnde personen worden vetgedrukt weergegeven.

## 114 jaar

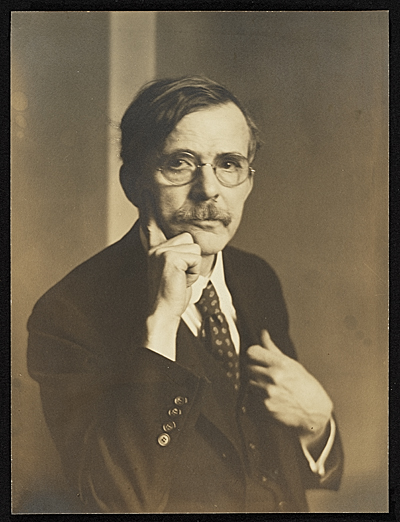
Alphaeus Philemon Cole in 1920

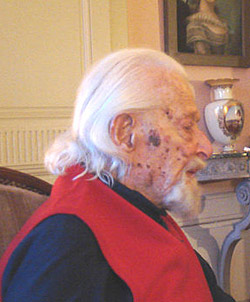
Hugues Cuénod in 2010

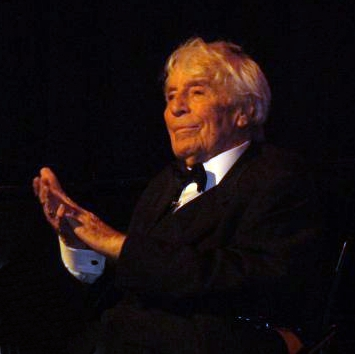
Johannes Heesters in 2006

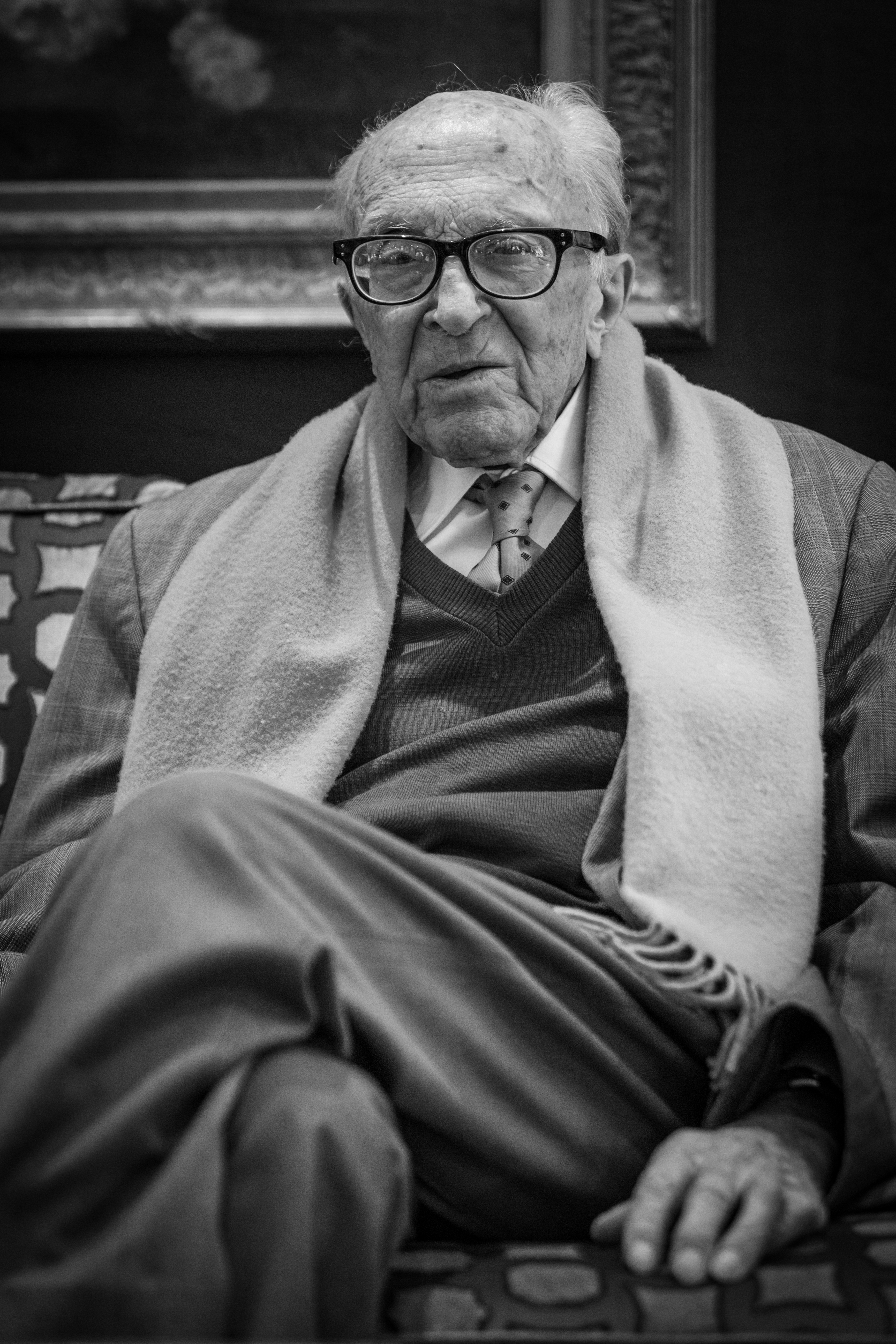
Boris Pahor in 2015

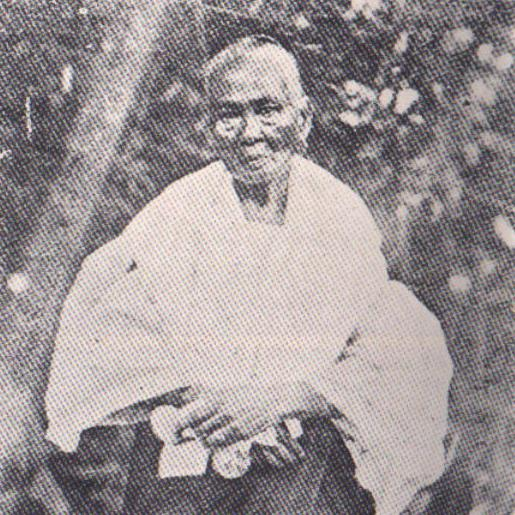
Melchora Aquino rond 1896

- Elizabeth Berry (1854-1969), Australisch-Amerikaans jockey en paardentrainer[1]
- Leila Denmark (1898-2012), Amerikaans kinderarts en een van de ontdekkers van het kinkhoestvaccin[2]

## 112 jaar
- Alphaeus Philemon Cole (1876-1988), Amerikaans kunstenaar[3]
- John Tinniswood (1912-2024), Brits Tweede Wereldoorlog-veteraan[4]

## 111 jaar
- Alexander Imich (1903-2014), Pools-Amerikaans wetenschapper[5]
- Jerzy Kazimierz Pajączkowski-Dydyński (1894-2005), Pools-Brits kolonel
- Stanisław Kowalski (1910-2022), Pools atleet[6]
- Frederica Sagor Maas (1900-2012), Amerikaans schrijfster[7]
- Silas Simmons (1895-2006), Amerikaans honkballer[8]
- Zhou Youguang (1906-2017), Chinees taalkundige

## 110 jaar
- Muazzez İlmiye Çığ (1914-2024), Turks archeologe[9]
- Alice Herz-Sommer (1903-2014), Tsjechisch pianiste, muzieklerares en concentratiekampoverlevende
- Carla Porta Musa (1902-2012), Italiaans dichteres en essayiste
- Donald Rose (1914-2025), Brits WOII-oorlogsveteraan[10]
- Zoltan Sarosy (1906-2017), Hongaars-Canadees schaker
- Leopold Vietoris (1891-2002), Oostenrijks wiskundige

## 109 jaar
- Irving Kahn (1905-2015), Amerikaans econoom[11]
- Robert Marchand (1911-2021), Frans amateurwielrenner[12]
- Renée Simonot (1911-2021), Frans actrice en moeder van Catherine Deneuve[13]

## 108 jaar
- Mirjam Bolle-Levie (20 maart 1917), Nederlands Holocaustoverlevende[14]
- Waldemar Levy Cardoso (1900-2009), Braziliaans militair
- Hugues Cuénod (1902-2010), Zwitsers tenor
- Johannes Heesters (1903-2011), Nederlands acteur en zanger[15]
- Boris Jefimov (1900-2008), Russisch striptekenaar
- Georges Loinger (1910-2018), Frans verzetsstrijder
- Loongkoonan (1910-2018), Australische Aboriginal-kunstenares en dorpsoudste
- Gladys O'Connor (1903-2012), Brits-Canadees actrice
- Leo Ornstein (1893-2002), Amerikaans componist
- Boris Pahor (1913-2022), Sloveens schrijver[16]
- Madame Simone (1877-1985), Frans comédienne en schrijfster
- Marjory Stoneman Douglas (1890-1998), Amerikaans journaliste
- Whang-od (17 februari 1917 of 1919), Filipijns tatoeëerder[17]

## 107 jaar
- George Abbott (1887-1995), Amerikaans scenarist en regisseur[18]
- Melchora Aquino (1812-1919), Filipijns activiste
- Leopold Engleitner (1905-2013), Oostenrijks pacifist en overlevende van de concentratiekampen Buchenwald, Niederhagen en Ravensbrück[19]
- Albert Hamilton Gordon (1901-2009), Amerikaans econoom[20]
- Gerard Helders (1905-2013), Nederlands politicus[21]
- Johan van Hulst (1911-2018), Nederlands hoogleraar, pedagoog, auteur, politicus, verzetsstrijder en schaker[22]
- Elisabeth Keers-Laseur (1890-1997), Nederlands nationaalsocialiste
- Barys Kit (1910-2018), Amerikaans wetenschapper[23]
- Emmanuel Kriaras (1906-2014), Grieks filosoof en lexicograaf
- Brenda Milner (15 juli 1918), Brits-Canadees neuropsychologe[24]
- Roy Neuberger (1903-2010), Amerikaans zakenman en museumeigenaar
- Sergej Nikolski (1905-2012), Russisch wiskundige
- Mien Schopman-Klaver (1911-2018), Nederlands atlete[25]
- Félix Sienra (1916-2023), Uruguayaans zeiler[26]

## 106 jaar

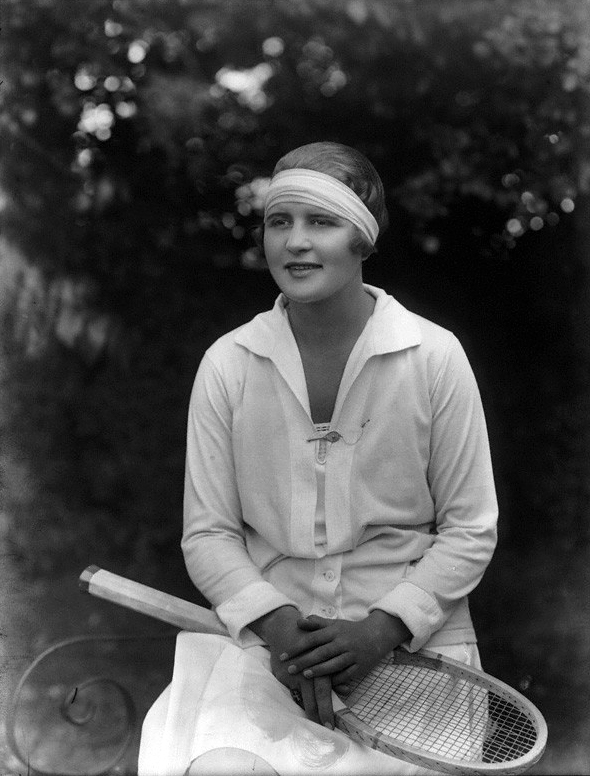
Bobbie Heine-Miller in 1927

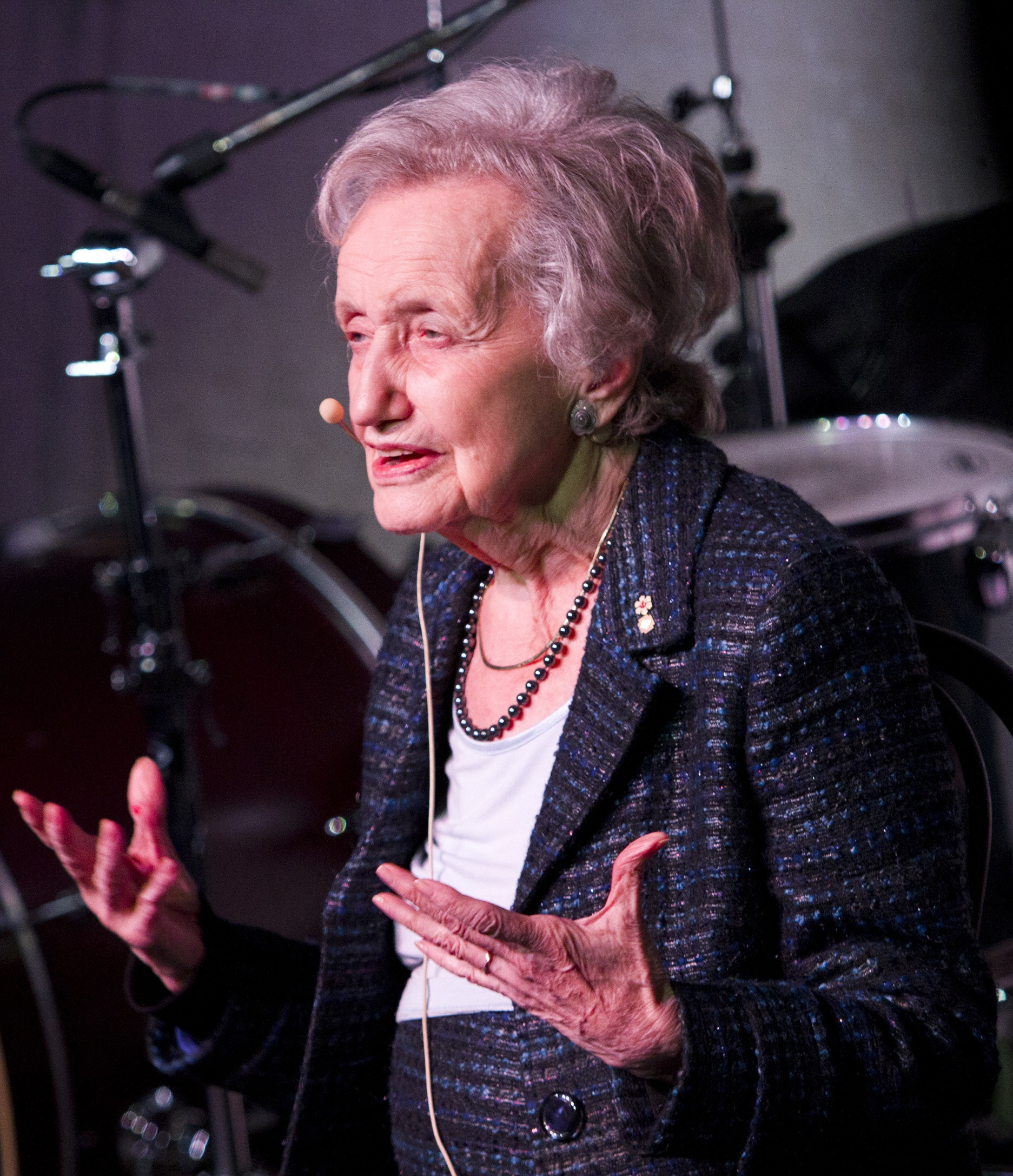
Brenda Milner in 2011

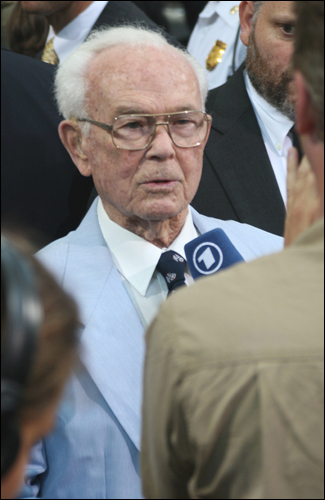
Walter Walsh in 2008

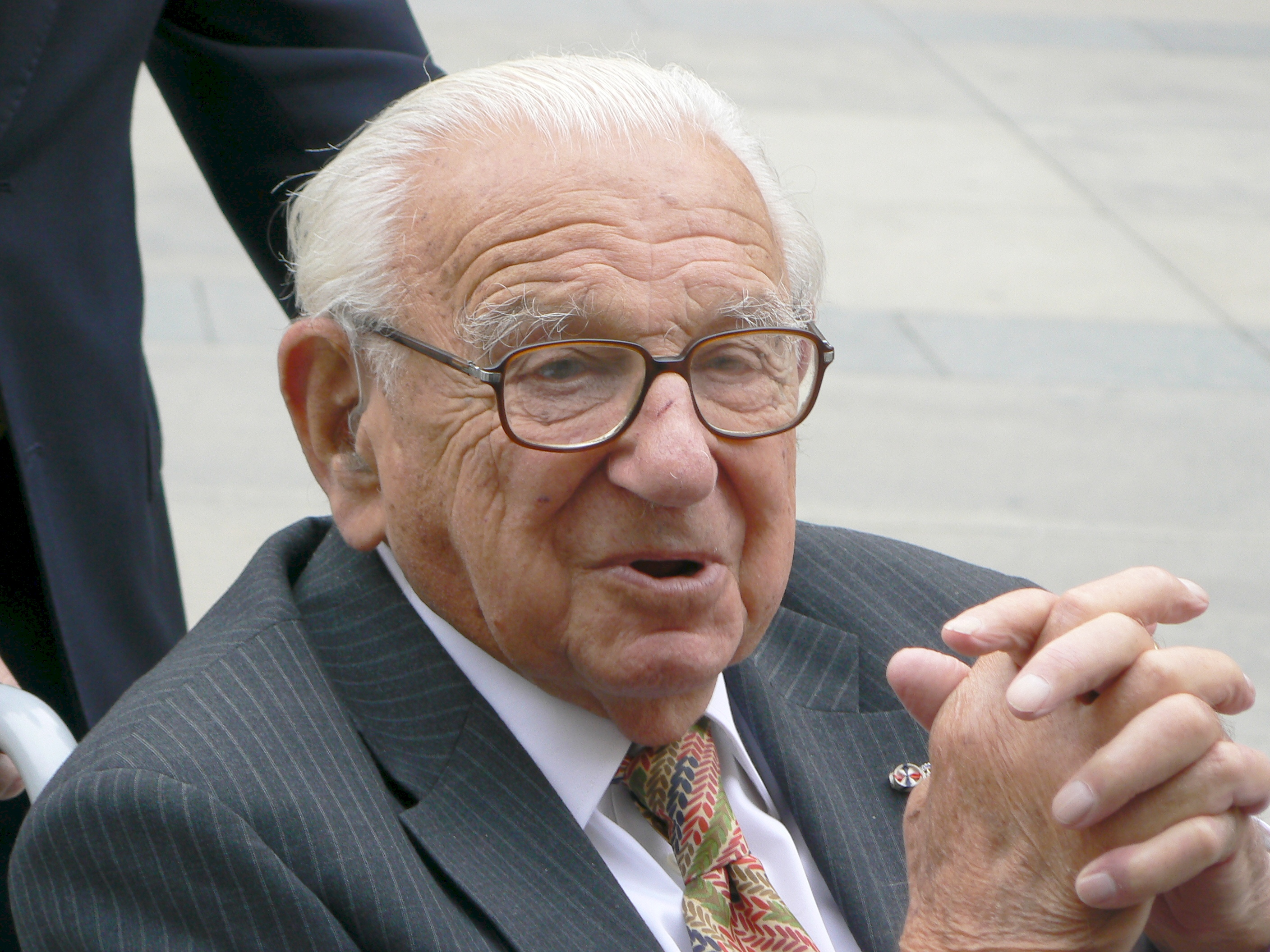
Nicholas Winton in 2005

- Mariano Alvarez (1818-1924), Filipijns leider
- Doris Eaton (1904-2010), Amerikaans actrice en danseres
- Hans Erni (1909-2015), Zwitsers kunstenaar[27]
- Juan Filloy (1894-2000), Argentijns schrijver[28]
- Michel de Give (1913-2020), Belgisch theoloog
- Norman Lloyd (1914-2021), Amerikaans acteur[29]
- Song Meiling (1897/1898-2003), Chinees activiste en vrouw van president Chiang Kai-Shek
- Bobbie Heine-Miller (1909-2016), Zuid-Afrikaans tennisspeelster
- Manoel de Oliveira (1908-2015), Portugees filmregisseur[30]
- Antoine Pompe (1873-1980), Belgisch architect
- Osman Nuhu Sharubutu (23 april 1919), Ghanees imam[31]
- Run Run Shaw (1907-2014), Chinees filmproducent[32]
- Dirk Jan Struik (1894-2000), Nederlands-Amerikaans wiskundige[33]
- Antoine Nguyễn Văn Thiện (1906-2012), Vietnamees bisschop
- Lupita Tovar (1910-2016), Mexicaans actrice[34]
- Alfred Vaucher (1887-1993), Frans theoloog
- Walter Walsh (1907-2014), Amerikaans FBI-agent, schutter, olympisch deelnemer en wereldkampioen
- Cornelius Wiebe (1893-1999), Canadees politicus
- Nicholas Winton (1909-2015), Brits verzetsstrijder
- Tyrus Wong (1910-2016), Chinees-Amerikaans animatietekenaar, illustrator, landschapsschilder en vliegerbouwer[35]

## 105 jaar

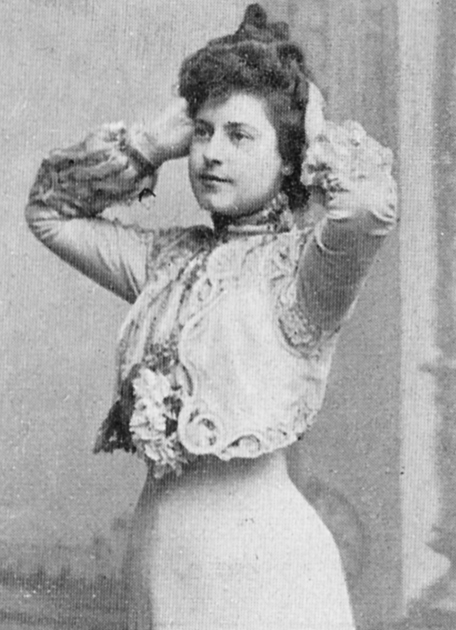
Rosa Albach-Retty vóór 1902

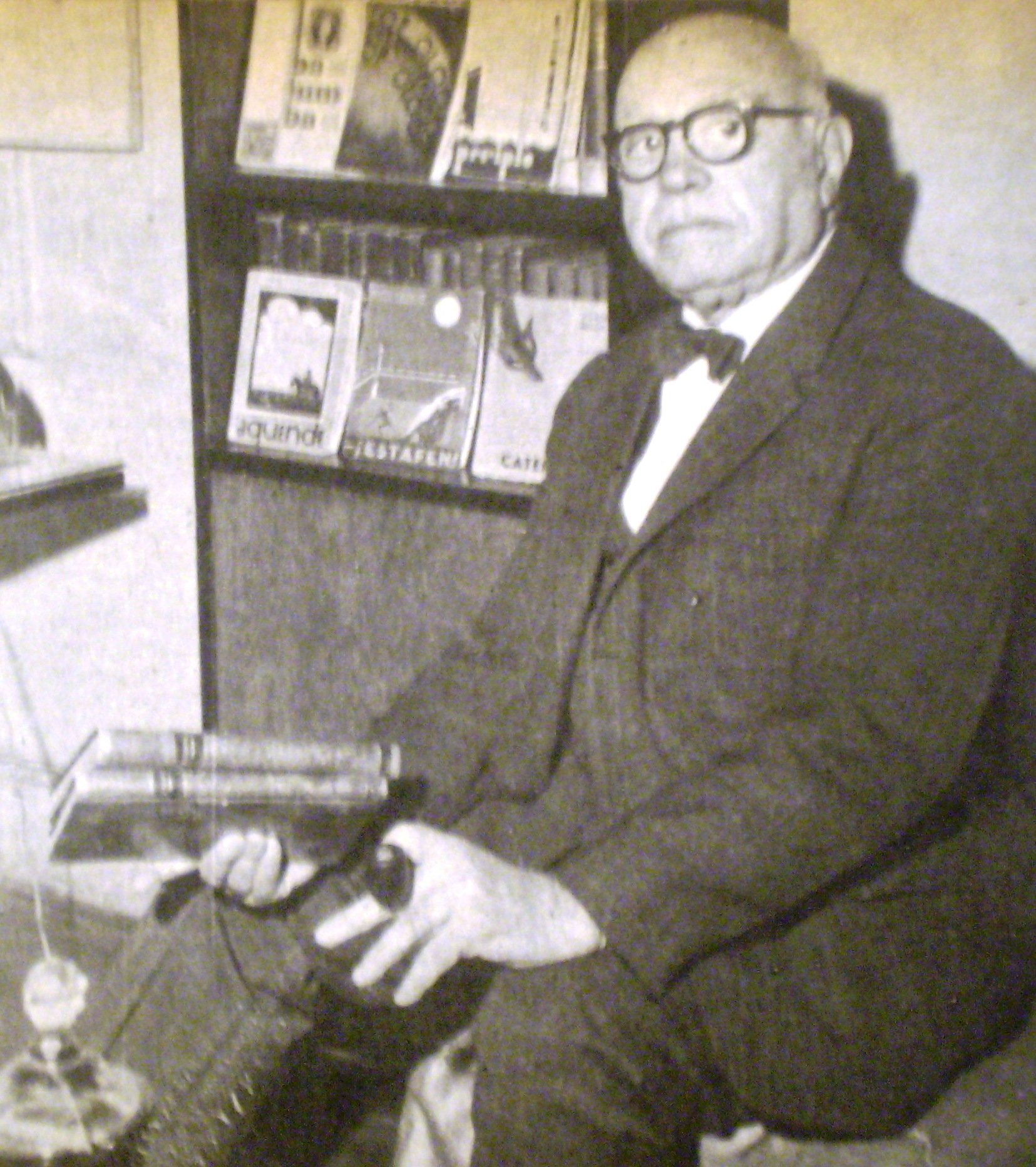
Juan Filloy in 1971

- Rosa Albach-Retty (1874-1980), Oostenrijks actrice en grootmoeder van Romy Schneider
- (Fe)licia Albanese (1909 of 1913-2014), Italiaans-Amerikaans sopraan
- Encarnacion Alzona (1895-2001), Filipijns historicus en schrijver
- Antonius van Egypte (251-356), Egyptisch christelijk heilige
- Brooke Astor (1902-2007), Amerikaans filantrope[36]
- Betty Bausch-Polak (1919-2024), Nederlands Holocaust-overlevende en verzetsstrijdster[37]
- Harold Blackham (1903-2009), Engels humanist
- Anna J. Cooper (1858-1964), Amerikaans schrijfster
- Horacio Coppola (1906-2012), Argentijns fotograaf
- Jeanne Driessen (1892-1997), Belgisch politica en vrouwenactiviste
- Mary Ellis (1897-2003), Amerikaans actrice
- Juan Filloy (1894-2000), Argentijns schrijver
- Pierre Gérald (1906-2012), Frans acteur
- Sidonie Goossens (1899-2004), Brits harpiste
- Lina Haag (1907-2012), Duits verzetsstrijdster
- Liane Haid (1895-2000), Oostenrijks actrice
- Reinhard Hardegen (1913-2018), Duits U-bootcommandant
- Marcel Hastir (1906-2011), Belgisch kunstschilder en theosoof
- Dirk Janssen (1881-1986), Nederlands gymnast
- Yutaka Katayama (1909-2015), Japans ondernemer
- Everett Lee (1916-2022), Amerikaans dirigent[38]
- Huey Long (1904-2009), Amerikaans zanger en muzikant
- Tamás Lossonczy (1904-2009), Hongaars kunstenaar
- Miguel Morayta (1907-2013), Spaans-Mexicaans regisseur
- Yuki Ogura (1895-2000), Japanse nihonga schilderes
- Connie Sawyer (1912-2018), Amerikaans actrice[39]
- Gerrit Jan van de Waal (1904-2010), Nederlands dichter en verzetsstrijder
- Jan Van Duffel (1908-2014), Belgisch priester[40]
- Beatrice Wood (1893-1998), Amerikaans kunstenares
- Norrie Woodhall (1905-2011), Engels toneelspeelster
- Silvio Zavala (1909-2014), Mexicaans rechtshistoricus
- Eva Zeisel (1906-2011), Amerikaans kunstenares

## 104 jaar

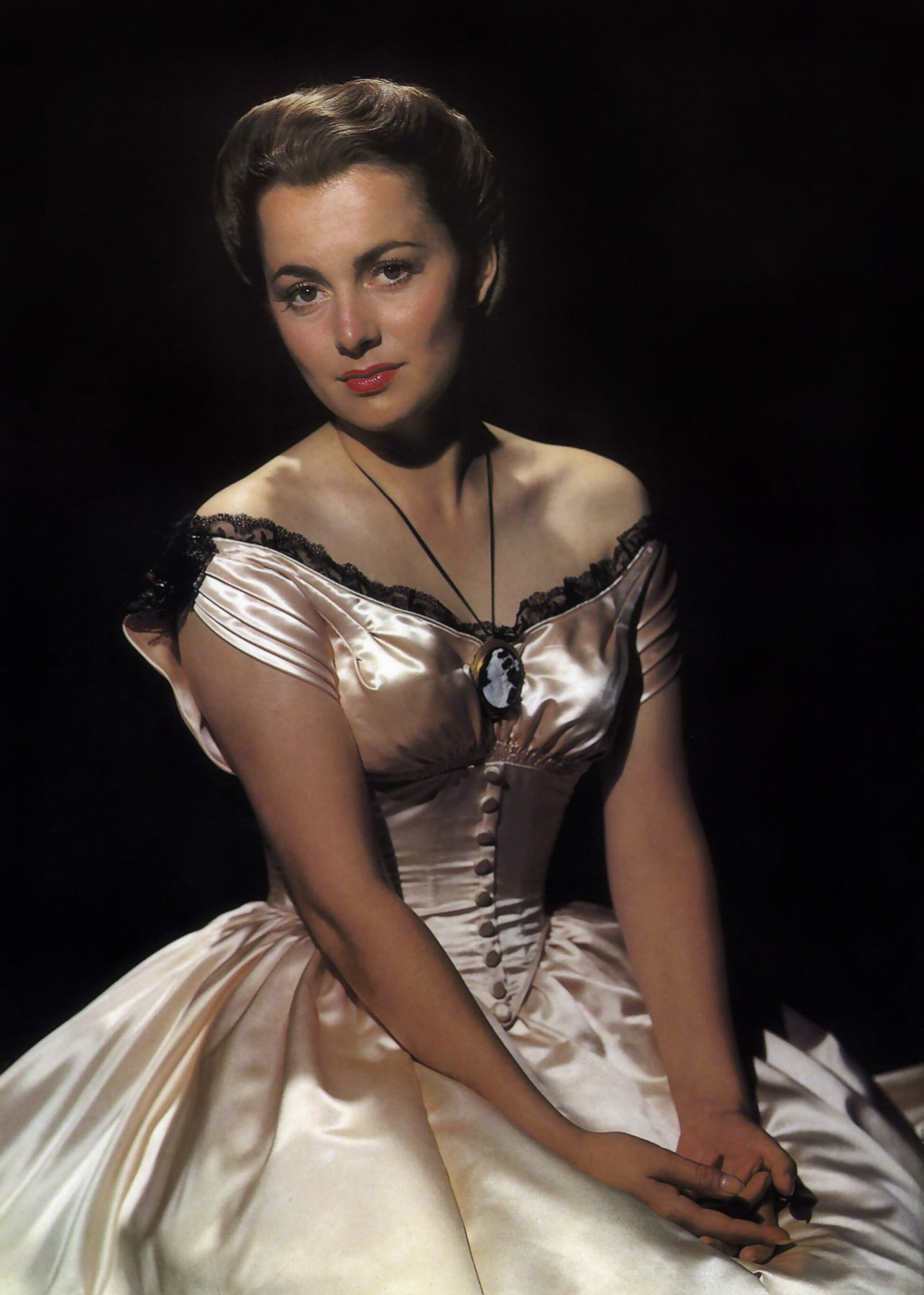
Olivia de Havilland in 1940

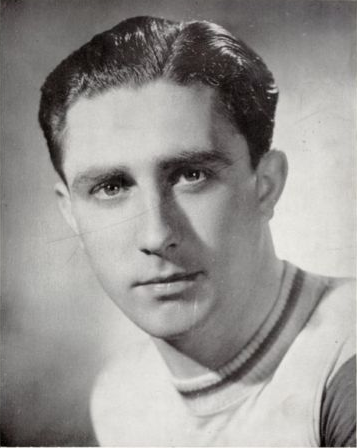
Émile Idée

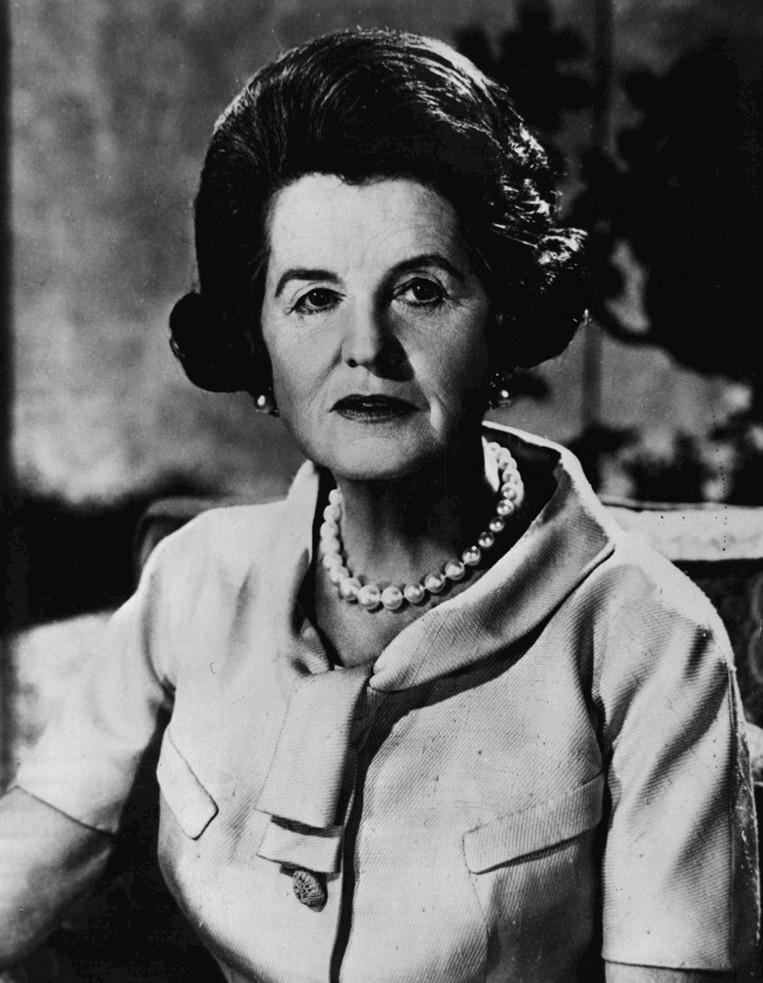
Rose Kennedy in 1967

- Marie Blommaart (18 maart 1921), Nederlands verzetsstrijdster[41]
- Pieter Johannes de Booijs (1898-2003), Nederlands fotograaf en verzetsstrijder
- Emile Brichard (1899-2004), Belgisch wielrenner[42]
- Mary Carlisle (1914-2018), Amerikaans actrice[43]
- Henri Cartan (1904-2008), Frans wiskundige
- Huguette Clark (1906-2011), Amerikaans multimiljonair en kunstschilder[44]
- Beverly Cleary (1916-2021), Amerikaans kinderboekenschrijfster[45]
- Josefina Constantino (1920-2024), Filipijns essayiste en literatuurcriticus[46]
- Ardito Desio (1897-2001), Italiaans alpinist en geoloog
- Ida Falkenberg-Liefrinck (1901-2006), Nederlands interieurarchitecte[47]
- Arthur Gardner (1910-2014), Amerikaans film- en televisieproducent
- Peter Leo Gerety (1912-2016), Amerikaans bisschop
- Marinus van der Goes van Naters (1900-2005), Nederlands politicus[48]
- Bram Hammacher (1897-2002), Nederlands kunsthistoricus[49]
- Olivia de Havilland (1916-2020), Amerikaans actrice[50]
- Fritz Hellwig (1912-2017), Duits econoom en politicus
- André Hissink (1919-2024) Nederlands oorlogsveteraan[51]
- Jeanne Hovine (1888-1992), Belgisch illustratrice, striptekenares en actrice
- Marsha Hunt (1917-2022), Amerikaans actrice[52]
- Émile Idée (1920-2024), Frans wielrenner[53]
- Damián Iguacén Borau (1916-2020), Spaans bisschop
- Rose Kennedy (1890-1995), Amerikaans filantrope en matriarch van de familie Kennedy
- Carla Laemmle (1909-2014), Amerikaans actrice en danseres
- Inge Lehmann (1888-1993), Deens seismologe
- Géry Leuliet (1910-2015), Frans bisschop
- Josip Manolić (1920-2024), Kroatisch politicus[54]
- Wade Mainer (1907-2011), Amerikaans countryzanger en banjospeler
- Mahlagha Mallah (1917-2021), Iraans milieuactiviste
- Kenneth Mayhew (1917-2021), Brits oorlogsveteraan, Ridder van de Militaire Willems-Orde
- Audrey Munson (1891-1996), Amerikaans model en actrice[55]
- Oscar Niemeyer (1907-2012), Braziliaans architect
- Magda Olivero (1910-2014), Italiaans sopraan[56]
- Bernardino Piñera Carvallo (1915-2020), Chileens bisschop
- Luise Rainer (1910-2014), Duits-Amerikaans actrice
- Georgette Rejewski (1910-2014), Belgisch-Nederlands actrice en logopediste[57]
- Alex Rosemeier (1888-1992), Nederlands kunstschilder
- Pe'l Schlechter (20 april 1921), Luxemburgs (strip)tekenaar en dichter[58]
- George Beverly Shea (1909-2013), Amerikaans gospelzanger
- Egon Sundberg (1911-2015), Zweeds voetballer[59]
- Frits Thors (1909-2014), Nederlands nieuwslezer[60]
- Louise Tobin (1918-2022), Amerikaans jazzzangeres[61]
- Marie-Louise Verwée (1906-2010), Belgisch schilderes
- Branka Veselinović (1918-2023), Joegoslavisch-Servisch actrice[62]
- Tine van Waning (1913-2017), Nederlands kunstenares[63]

## 103 jaar

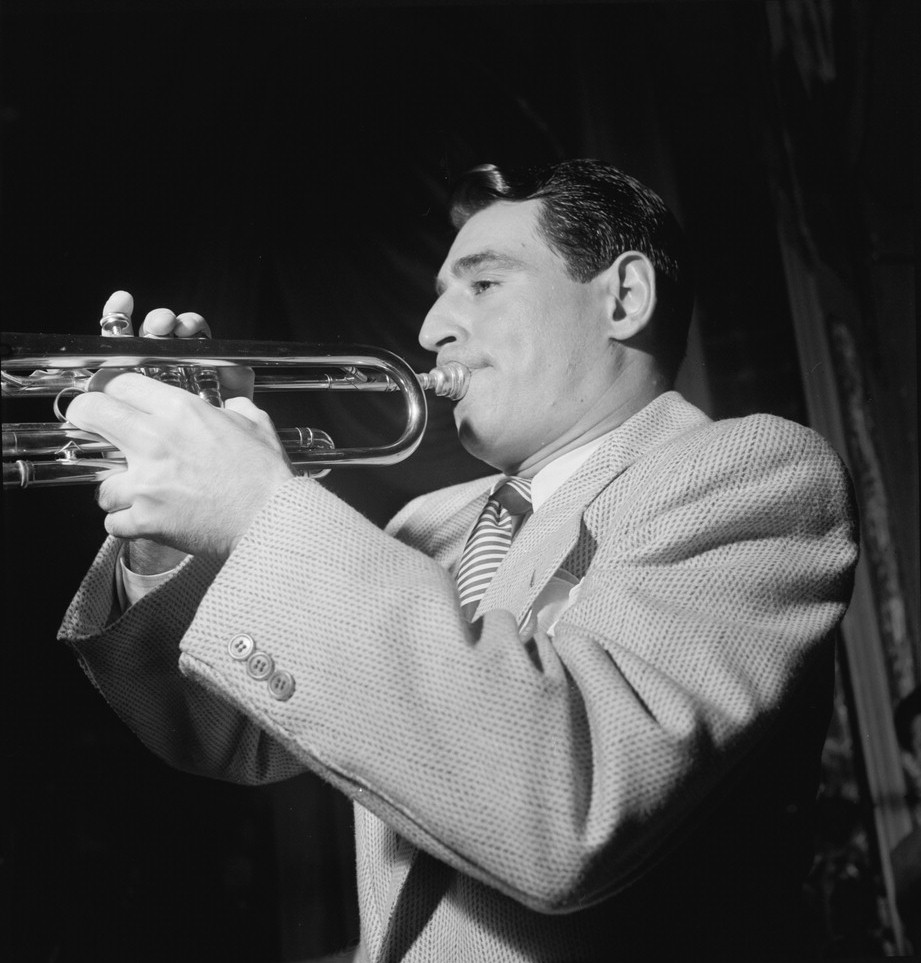
Ray Anthony in 1947

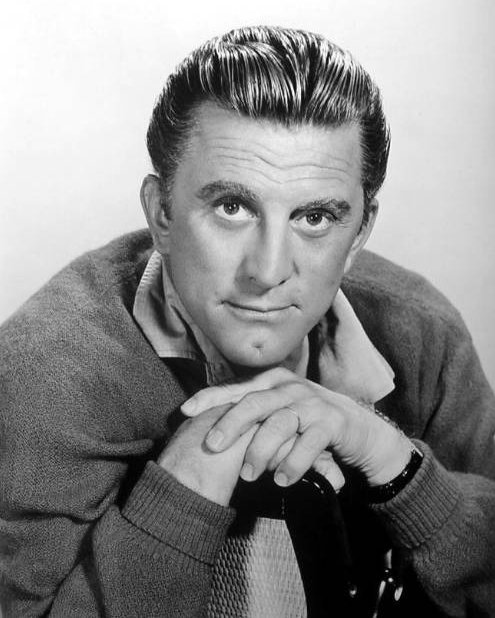
Kirk Douglas in 1963

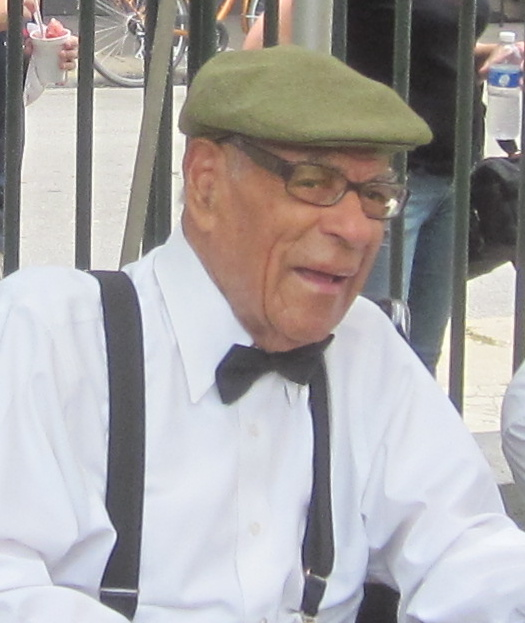
Lionel Ferbos in 2012

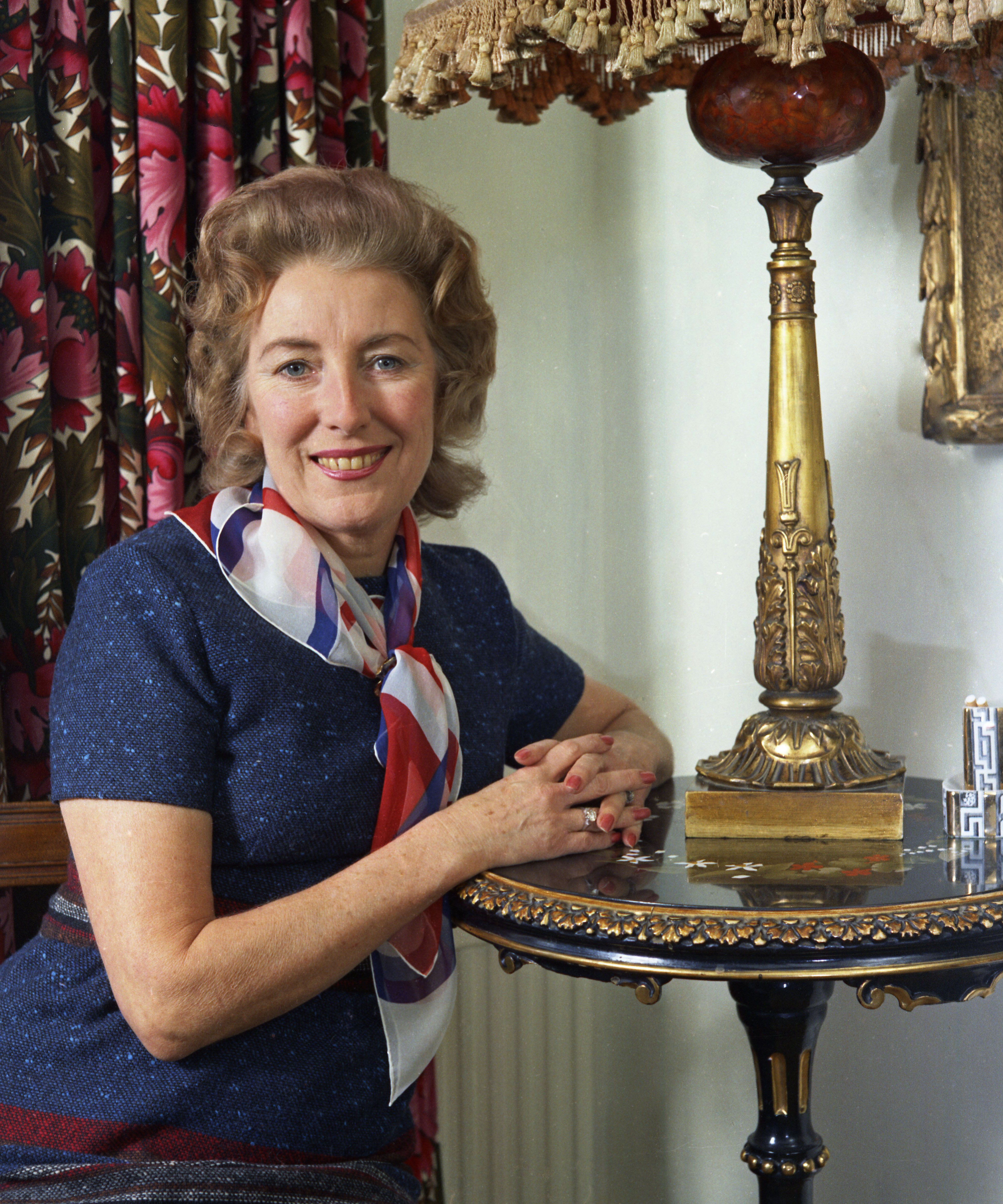
Vera Lynn in 1973

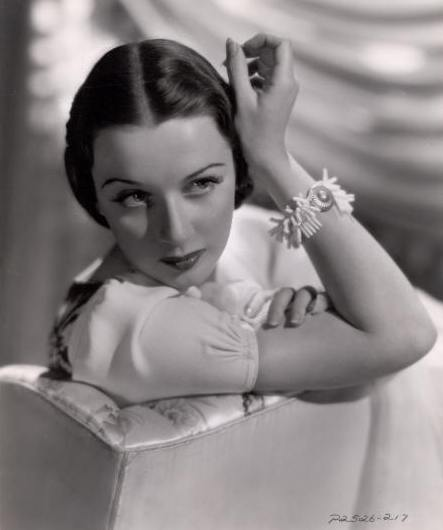
Patricia Morison in 1939

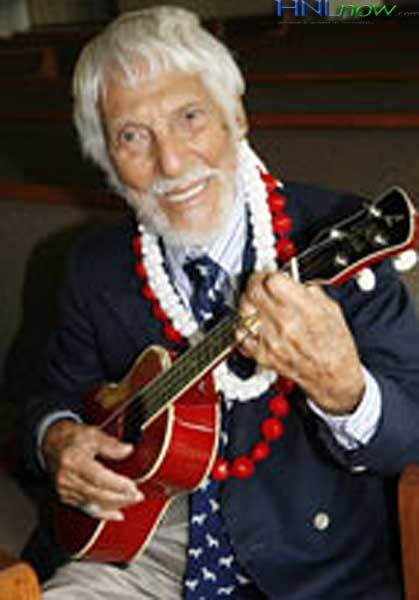
Bill Tapia in 2010

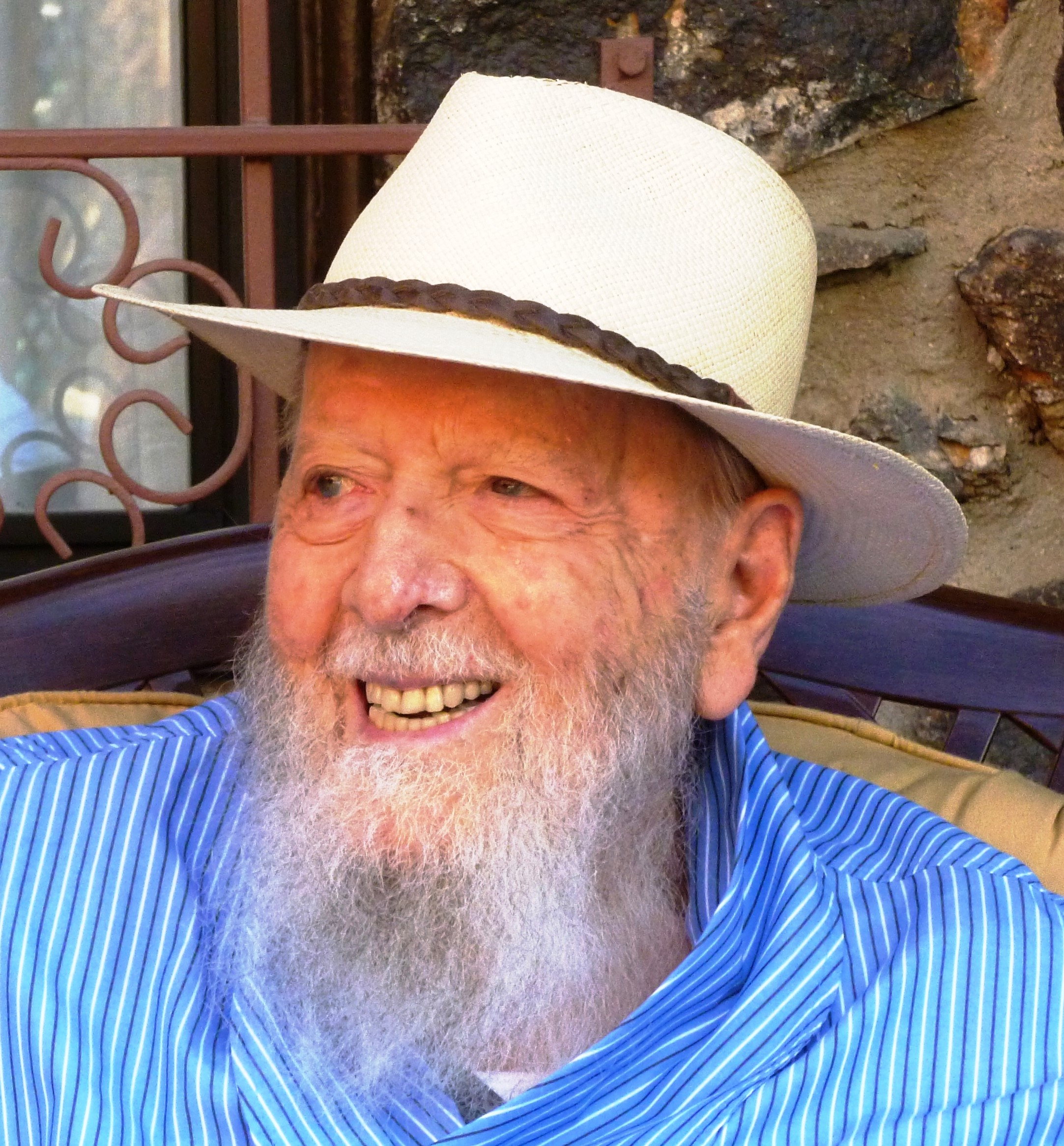
Herman Wouk in 2014

- Said Akl (1911-2014), Libanees dichter, schrijver en ideoloog
- Ray Anthony (20 januari 1922), Amerikaans jazztrompettist, bigbandleider, componist, arrangeur en acteur[64]
- Barbosa Lima Sobrinho (1897-2000), Braziliaans schrijver
- Celal Bayar (1883-1986), Turks politicus
- Gretel Bergmann (1914-2017), Duits-Amerikaans atlete
- Edward Bernays (1891-1995), Amerikaans psycholoog
- Mag Bodard (1916-2019), Frans-Italiaans film- en televisieproducente[65]
- Samuel Brawand (1898-2001), Zwitsers politicus
- Daniel Carasso (1905-2009), Spaans zakenman
- Elliott Carter (1908-2012), Amerikaans componist
- Gisèle Casadesus (1914-2017), Frans actrice
- Albert van Citters (1905-2008), Nederlands burgemeester
- Leila Danette (1909-2012), Amerikaans actrice
- George Dawson (1898-2001), Amerikaans schrijver
- Kirk Douglas (1916-2020), Amerikaans acteur, filmproducent en -regisseur[66]
- Lionel Ferbos (1911-2014), Amerikaans trompettist
- Benjamin Ferencz (1920-2023), Amerikaans jurist[67]
- Margot Friedländer (1921-2025), Duits Holocaustoverlevende[68]
- Avelina Gil (1917-2021), Filipijns schrijfster
- Marie Glory (1905-2009), Frans actrice
- Karl Otto Götz (1914-2017), Duits kunstschilder
- Alfred Goullet (1891-1995), Australisch-Amerikaans wielrenner
- Nilüfer Gürsoy (1921-2024), Turks politica[69]
- Theo van Haren Noman (1917-2021), Nederlands cineast[70]
- Charles Hartshorne (1897-2000), Amerikaans filosoof
- Aimée de Heeren (1903-2006), Braziliaans model en socialite[71]
- Michael Heidelberger (1888-1991), Amerikaans immunoloog
- Ulrich Inderbinen (1900-2004), Zwitsers berggids
- Guo Jie (1912-2015), Chinees atleet
- Joseph Juran (1904-2008), Amerikaans econoom
- Ata Kandó (1913-2017), Nederlands fotografe[72]
- Ágnes Keleti (1921-2025), Hongaars turnster[73]
- Barbara Kent (1907-2011), Canadees actrice[74]
- Traute Lafrenz (1919-2023), Duits verzetsstrijder[75]
- Yvette Lebon (1910-2014), Frans actrice
- Adrianus Cornelis van Leeuwen (1887-1991), Nederlands componist
- Paul Le Flem (1881-1984), Frans componist
- Haakon Lie (1905-2009), Noors politicus
- Jan Linzel (1915-2019), Nederlands Engelandvaarder en gevechtsvlieger[76]
- James Lovelock (1919-2022), Brits wetenschapper en onderzoeker[77]
- Jacob Luitjens (1919-2022), Canadees-Nederlands botanicus en oorlogsmisdadiger[78]
- Vera Lynn (1917-2020), Brits zangeres[79]
- Amadou-Mahtar M'Bow (1921-2024), Senegalees politicus en bestuurder[80]
- James Megellas (1917-2020), Amerikaans militair, nam o.a. deel aan Operatie Market Garden
- Antonio Rosario Mennonna (1906-2009), Italiaans bisschop
- Suze Middendorp (1869-1973), Nederlands kunstschilderes
- Marga Minco (1920-2023), Nederlands schrijfster[81]
- Rita Levi-Montalcini (1909-2012), Italiaans neurologe, winnares Nobelprijs voor de Fysiologie of Geneeskunde en politica
- Patricia Morison (1915-2018), Amerikaans actrice[82]
- Elisabeth Murdoch (1909-2012), Australisch filantrope en moeder van Rupert Murdoch
- Kazuo Ohno (1906-2010), Japans danser
- Nicanor Parra (1914-2018), Chileens wiskundige en dichter
- Stylianos Pattakos (1912-2016), Grieks militair en politicus
- Ivo Pavelić (1908-2011), Kroatisch zwemmer en voetballer
- Ralph Gottfrid Pearson (1919-2022), Amerikaans chemicus[83]
- Selma van de Perre (7 juni 1922), Nederlands-Brits verzetsstrijdster[84]
- Willem Pluygers (1914-2017), Nederlands krantenuitgever[85]
- H. Owen Reed (1910-2014), Amerikaans componist en dirigent
- Miriam Seegar (1907-2011), Amerikaans actrice[86]
- Douglas Slocombe (1913-2016), Brits cinematograaf
- Mathilde Stuiveling-van Vierssen Trip (1907-2010), Nederlands schrijfster[87]
- Jenő Takács (1902-2005), Oostenrijks componist, pianist, musicoloog en muziekpedagoog van Hongaarse afkomst
- Ali Tanrıyar (1914-2017), Turks voetbalclubvoorzitter
- Bill Tapia (1908-2011), Amerikaans ukelelespeler[88]
- Ignacio Trelles (1916-2020), Mexicaans voetbalcoach
- Jan Verroken (1917-2020), Belgisch politicus[89]
- Herman Wouk (1915-2019), Amerikaans schrijver[90]
- Wu Liangyong (7 mei 1922), Chinees stedenbouwkundige en hoogleraar architectuur[91]
- Dorothy Young (1907-2011), Amerikaans actrice, schrijfster en assistent van Houdini
- Adolph Zukor (1873-1976), Amerikaans filmproducent

## 102 jaar

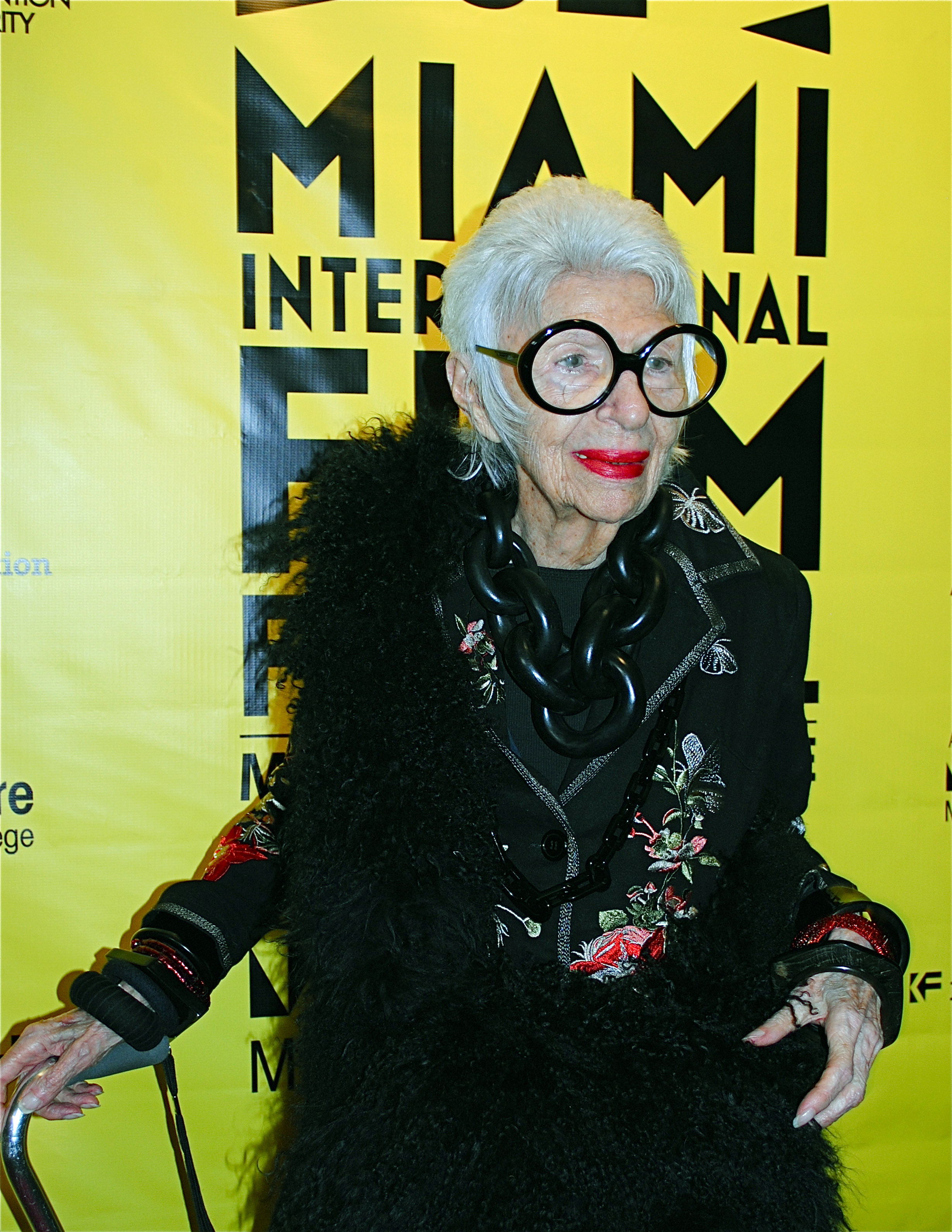
Iris Apfel in 2015

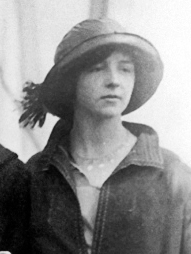
Ève Curie in 1921

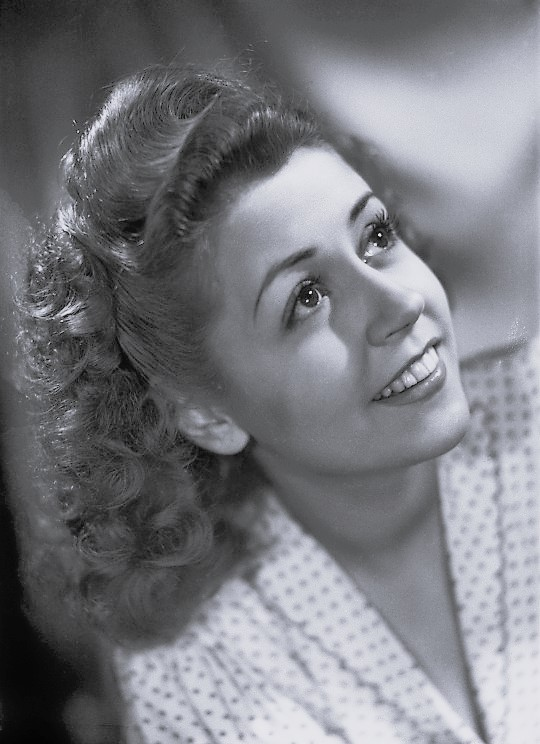
Suzy Delair in 1950

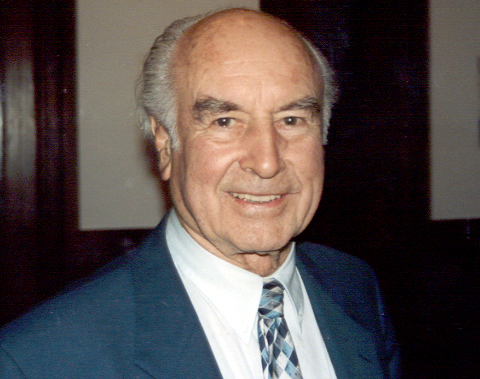
Albert Hofmann in 1983

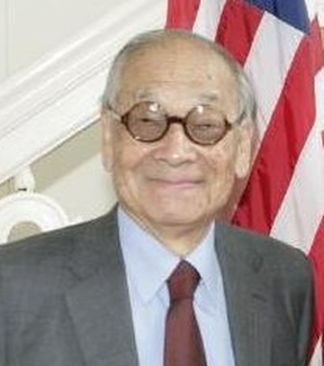
I.M. Pei in 2006

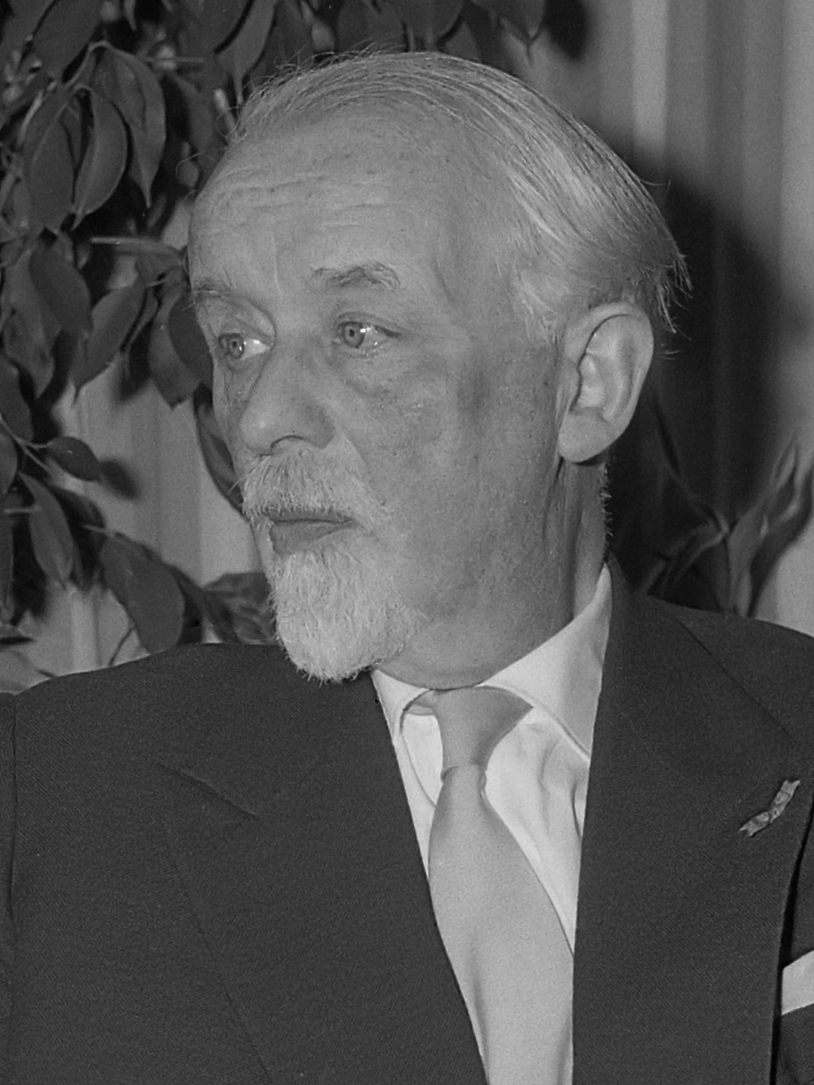
Siegfried van Praag in 1962

- Hans Albert (1921-2023), Duits filosoof[92]
- Iris Apfel (1921-2024), Amerikaans interieurontwerper, zakenvrouw en mode-icoon[93]
- Alma Bella (1910-2012), Filipijns actrice
- Helena Benitez (1914-2016), Filipijns politica en universiteitsbestuurder
- Leo Leroy Beranek (1914-2016), Amerikaans ingenieur en expert in de akoestiek
- Timuel Black (1918-2021), Amerikaans historicus, oorlogsveteraan, mensenrechtenactivist, schrijver en hoogleraar
- Lesley Blanch (1904-2007), Brits schrijver
- Zoja Boelgakova (1914-2017), Russisch actrice
- Salvador Borrego (1915-2018), Mexicaans journalist en historicus
- Gilberto Bosques (1892-1995), Mexicaans diplomaat
- Bob Brezet (1915-2018), Nederlands bedrijfshuishoudkundige
- Anne Buydens (1919-2021), Belgisch-Amerikaans actrice[94]
- Eugène Chevreul (1786-1889), Frans scheikundige
- Ronald Coase (1910-2013), Brits-Amerikaans econoom
- William Coors (1916-2018), Amerikaans bierbrouwer
- Irwin Corey (1914-2017), Amerikaans acteur en komiek
- Victoriano Crémer (1906-2009), Spaans dichter en journalist
- Joe Medicine Crow (1913-2016), Amerikaans historicus
- Ève Curie (1904-2007), Frans journaliste en dochter van Marie Curie
- Suzy Delair (1917-2020), Frans actrice
- Theodor Diener (1921-2023), Zwitserse-Amerikaanse plantkundige[95]
- Andrée Dumon (1922-2025), Belgisch verzetstrijdster (Comète)[96]
- Rina Franchetti (1907-2010), Italiaans actrice
- Hans-Georg Gadamer (1900-2002), Duits filosoof
- Victor Garaygordóbil Berrizbeitia (1915-2018), Spaans bisschop
- Philippe de Gaulle (1921-2024), Frans admiraal en politicus en zoon van Charles De Gaulle[97]
- Lotfollah Safi Golpaygani (1919-2022), Iraans ayatollah
- Francis Graham-Smith (1923-2025), Brits astronoom[98]
- Willemijn van Gurp (1918-2021), Nederlands verzetsstrijdster[99]
- Mies Hagens (1916-2019), Nederlands actrice
- Annie van Harten (1922-2024), Nederlandse verzetsstrijdster[100]
- Arie den Hartog (9 mei 1923), Nederlands burgemeester[101]
- Jaap Havekotte (1912-2014), Nederlands schaatser en ondernemer[102]
- Paul Hebbelynck (1905-2008), Belgisch ingenieur en ondernemer
- Naruhiko Higashikuni (1887-1990), Japans politicus
- Albert Hofmann (1906-2008), Zwitsers scheikundige
- A.E. Hotchner (1917-2020), Amerikaans schrijver
- Shep Houghton (1914-2016), Amerikaans acteur
- Satya Mohan Joshi (1920-2022), Nepalees onderzoeker en schrijver
- Ernst Jünger (1895-1998), Duits schrijver
- Petrus Albertus Kasteel (1901-2003), Nederlands verzetsstrijder, diplomaat en gouverneur van Curaçao
- Gerard van Klinkenberg (1900-2003), Nederlands dichter
- Johannes van Knobelsdorff (1917-2020), Nederlands burgemeester en dijkgraaf[103]
- Hebe Charlotte Kohlbrugge (1914-2016), Nederlands verzetsstrijdster en theologe[104]
- Hermann von Kuhl (1856-1958), Duits aristocraat en militair
- Mae Laborde (1909-2012), Amerikaans actrice
- Jan Lavies (1902-2005), Nederlands kunstenaar[105]
- Rita Lejeune (1906-2009), Belgisch taalkundige
- Stanisław Maczek (1892-1994), Pools militair
- Hans Maier (1916-2018), Nederlands waterpolospeler
- Rudolph A. Marcus (21 juli 1923), Canadees-Amerikaans chemicus en Nobelprijswinnaar[106]
- Conrado Marrero (1911-2014), Cubaans honkbalspeler
- Kenneth McAlpine (1920-2023), Brits Formule 1-coureur[107]
- Bernard Joseph McLaughlin (1912-2015), Amerikaans bisschop
- Elisabeth Menalda (1895-1997), Nederlands boekbindster
- Meda Mládková (1919-2022), Tsjechisch kunsthistoricus en kunstverzamelaar
- Alice Christabel Montagu-Douglas-Scott (1901-2004), Engels hertogin van Gloucester en tante van koningin Elizabeth II van het Verenigd Koninkrijk
- Gabriele Mucchi (1899-2002), Italiaans kunstenaar
- Gardnar Mulloy (1913-2016), Amerikaans tennisser
- Benzion Netanyahu (1910-2012), Israëlische historicus
- Laurent Noël (1920-2022), Canadees bisschop
- Ieoh Ming Pei (1917-2019), Chinees-Amerikaans architect
- Nehemiah Persoff (1919-2022), Amerikaans-Israëlisch acteur
- Antoine Pinay (1891-1994), Frans politicus
- Hans Pischner (1914-2016), Duits klavecimbelspeler en muziekwetenschapper
- Siegfried van Praag (1899-2002), Nederlands schrijver[108]
- Jean Prieur (1914-2016), Frans schrijver
- Alfred Proksch (1908-2011), Oostenrijks atleet
- C.R. Rao (1920-2023), Indiaas statisticus[109]
- Gaston Relens (1909-2011), Belgisch kunstschilder[110]
- José Reynaert (1921-2024), Belgisch voetballer[111]
- James Rockefeller (1902-2004), Amerikaans roeier
- Florrie Rodrigo (1893-1996), Nederlands danseres en choreografe[112]
- Catharina Roodzant (1896-1999), Nederlands schaakster
- George Rosenkranz (1916-2019), Hongaars-Mexicaans chemicus
- Guido Scagliarini (1914-2017), Italiaans coureur, vioolbouwer en medeoprichter van het automerk Abarth
- Daan Schwagermann (1920-2023), Nederlands beeldend kunstenaar[113][noot 1]
- Zohra Segal (1912-2014), Indiaas actrice en danseres
- Bob Simpson (1912-2014), Amerikaans meteoroloog
- Bertha thoe Schwartzenberg (1891-1993), Nederlands beeldhouwster
- Pierre Soulages (1919-2022), Frans kunstschilder en beeldhouwer[114]
- Henk Starre (1914-2016), Nederlands kunstschilder
- Sándor Tarics (1913-2016), Hongaars waterpolospeler
- Lise Thiry (1921-2024), Belgisch virologe, microbiologe en politica[115]
- Ninette de Valois (1898-2001), Iers balletdanseres en oprichtster van het Royal Ballet
- Jan Van Cauwelaert (1914-2016), Belgisch bisschop[116]
- Terentia Varrones (98 v.Chr-4 n.Chr.), Romeins activiste en vrouw van Cicero
- Co Verkade (1906-2008), Nederlands directeur van Verkade[117]
- Henri Vernes, pseudoniem van Charles-Henri Dewisme (1918-2021), Belgisch schrijver[118]
- Võ Nguyên Giáp (1911-2013), Vietnamees militair leider
- Joan van der Waals (1920-2022), Nederlands natuurkundige[119]
- Lawrence E. Walsh (1912-2014), Amerikaans advocaat en rechter
- Eugeniusz Waniek (1906-2009), Pools kunstschilder[120]
- Willem Winkelman (1887-1990), Nederlands snelwandelaar
- Chen Ning Yang (1 oktober 1922), Chinees natuurkundige en Nobelprijswinnaar[121]
- Yin Fatang (1922-2025), Chinees politicus en militair[122]
- Grete von Zieritz (1899-2001), Oostenrijks componiste en pianiste

## 101 jaar

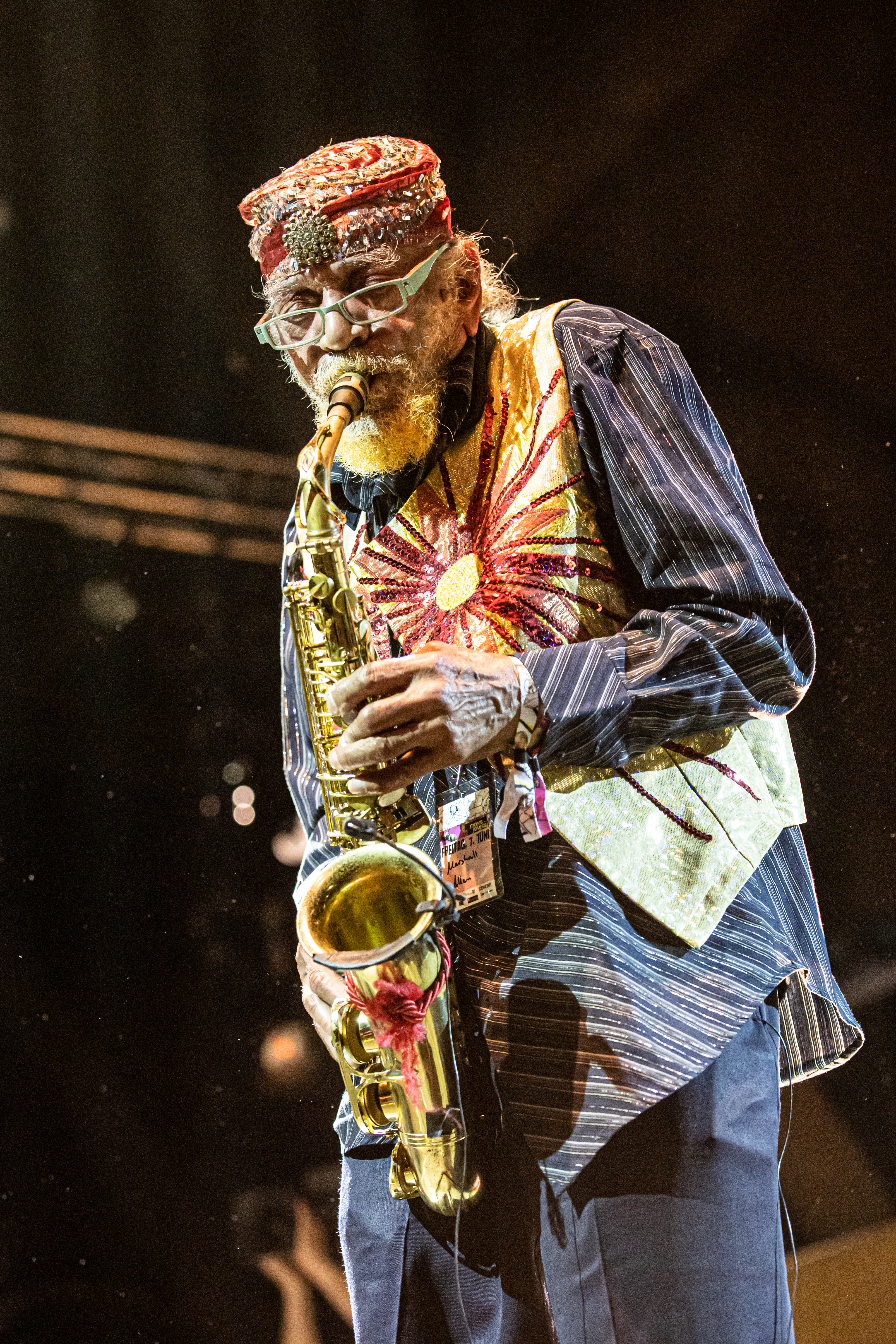
Marshall Allen in 2019

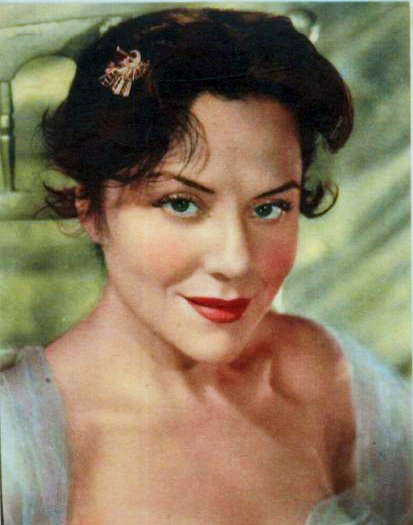
Amelia Bence in de jaren 40

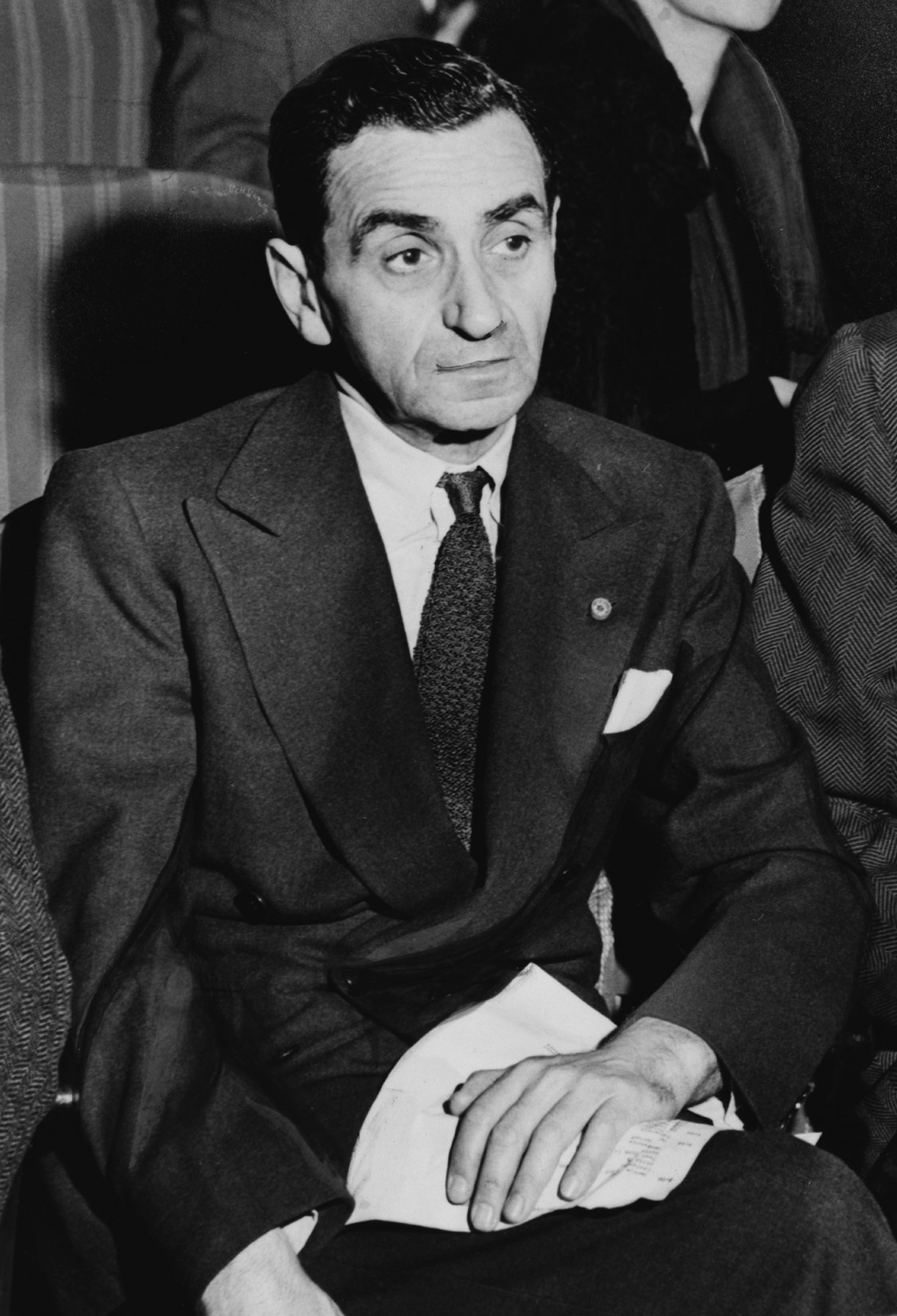
Irving Berlin in 1948

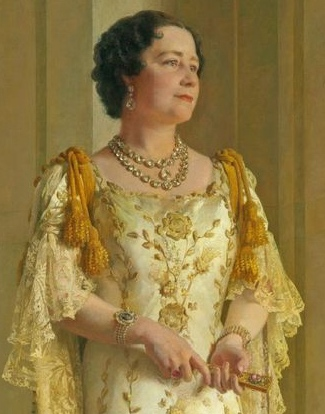
Elizabeth Bowes-Lyon ergens tussen 1938 en 1945

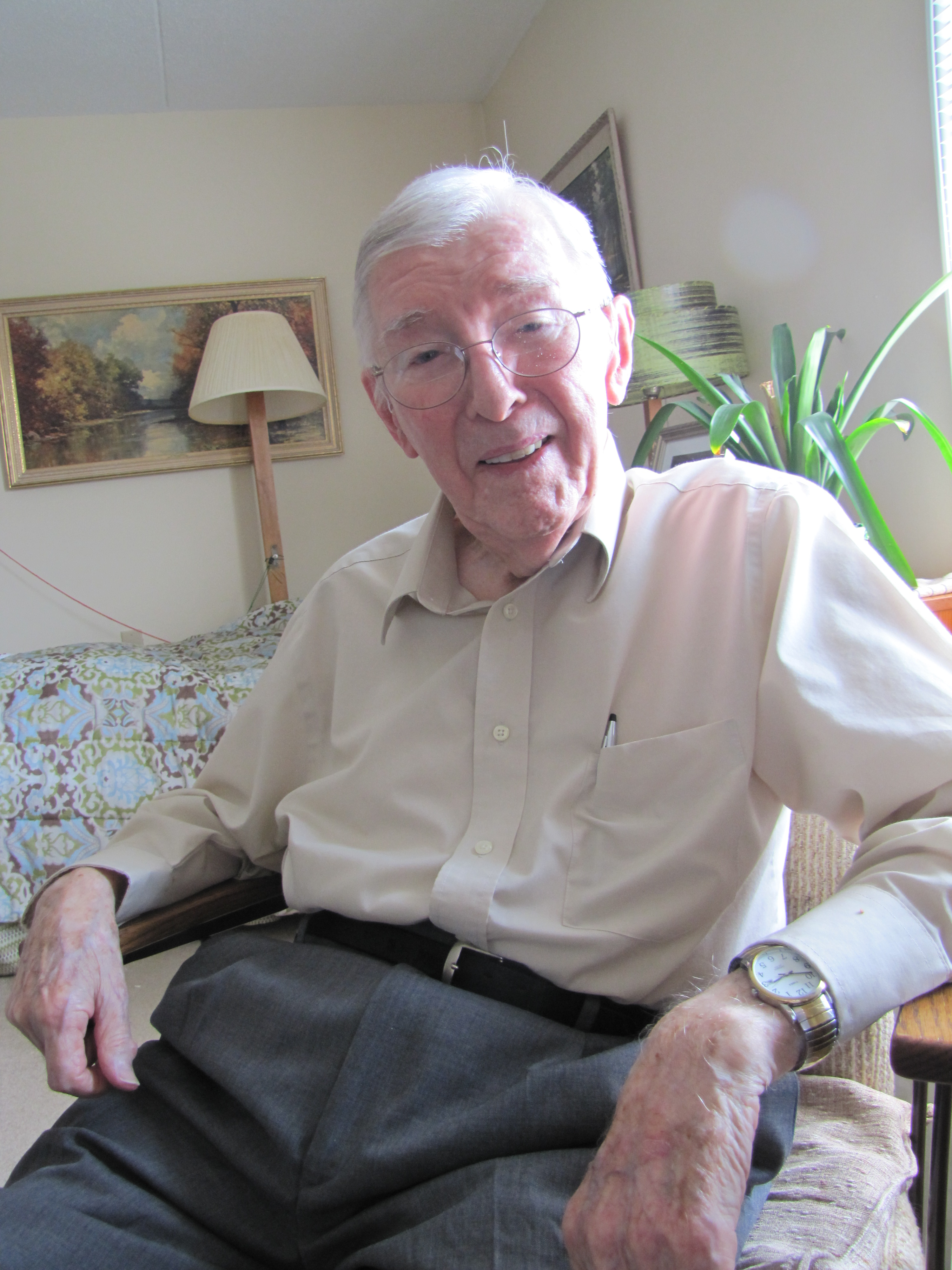
Dieter Grau in 2010

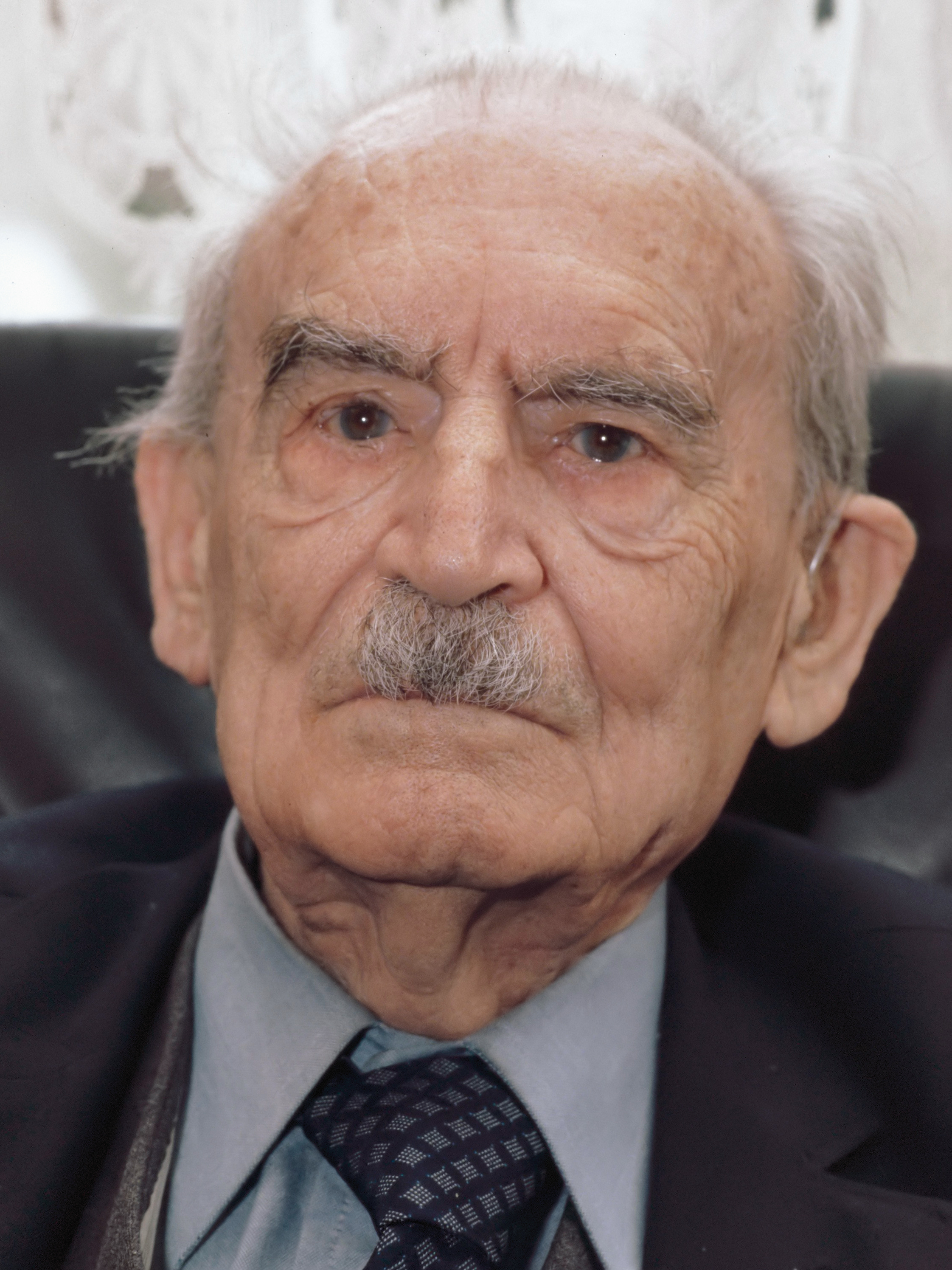
Willem Drees in 1981

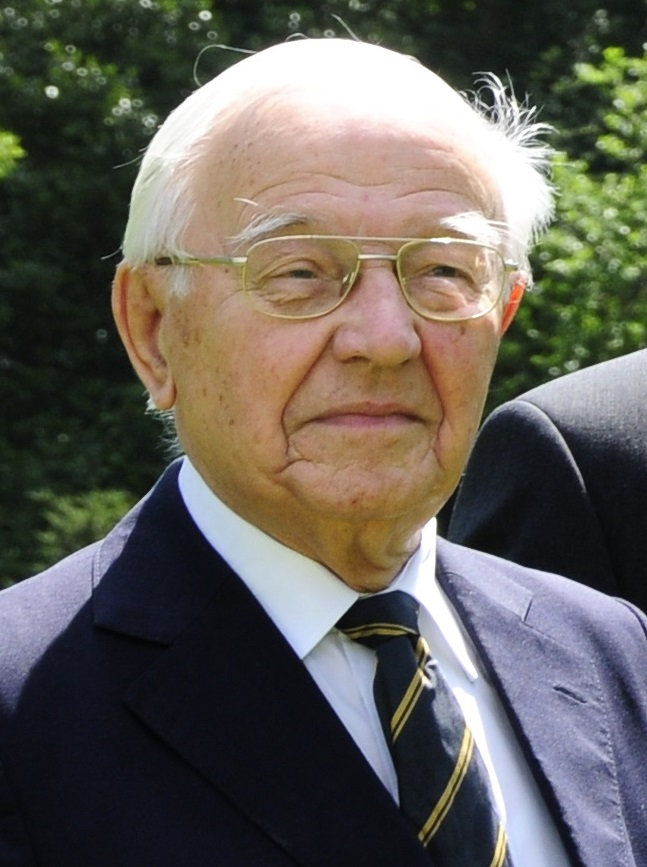
Piet de Jong in 2011

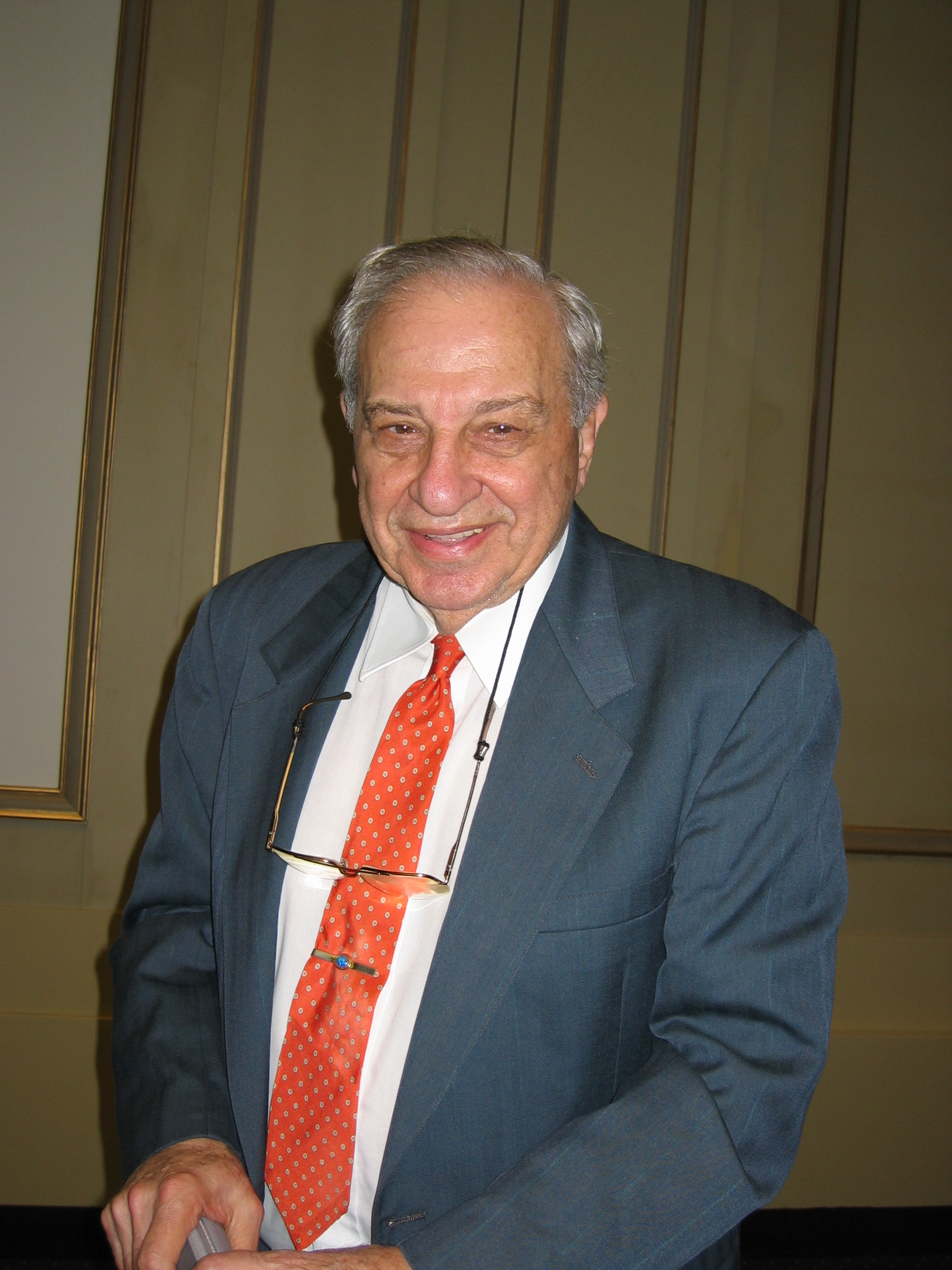
Rudolph A. Marcus in 2005

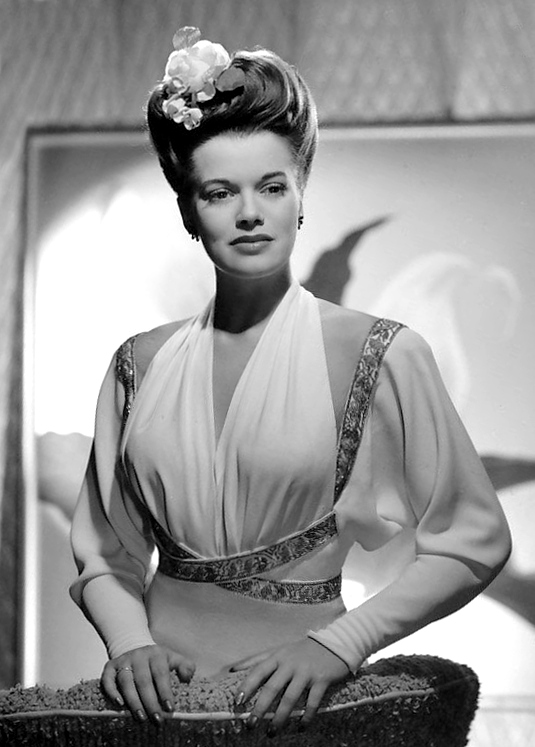
Janis Paige in 1944

- Charles Greeley Abbot (1872-1973), Amerikaans astronoom
- Antônio Afonso de Miranda (1920-2021), Braziliaans bisschop
- Joop Alberts (1922-2024), Nederlands verzetsstrijder[123]
- Marshall Allen (25 mei 1924), Amerikaans jazzmuzikant[124]
- Corrado Bafile (1903-2005), Italiaans kardinaal
- Sándor Baracs (1900-2002), Hongaars-Nederlands journalist en verzetsstrijder[125]
- Nancy Barbato (1917-2018), Amerikaans beroemdheid, ex-vrouw van Frank Sinatra, moeder van Nancy Sinatra[126]
- Meta van Beek (1920-2021), Nederlands ombudsvrouw[127]
- Amelia Bence (1914-2016), Argentijns actrice
- Irving Berlin (1888-1989), Amerikaans componist
- Harry Bernstein (1910-2011), Amerikaans auteur[128]
- Gaston Bogaerts (1921-2022), Belgisch percussionist en schilder[129]
- Gottfried Böhm (1920-2021), Duits architect[130]
- Alie van den Bos (1902-2003), Nederlands gymnaste[131]
- Hanny Bouman (1922-2024), Nederlands balletdanseres en balletmeester[132]
- Elizabeth Bowes-Lyon (1900-2002), Engels koningin(-moeder)
- Ellis Brandon (1923-2024), Nederlands Engelandvaarder[133]
- Henri Büsser (1872-1973), Frans componist en dirigent
- Alfonso Carinci (1862-1963), Italiaans geestelijke
- Diana Serra Cary (1918-2020), Amerikaans (kindster)actrice
- Marge Champion (1919-2020), Amerikaans danseres en actrice[134]
- Birte Christoffersen (28 maart 1924), Deens-Zweeds schoonspringster[135]
- Kim Jong Chu (1920-2021), Noord-Koreaans politicus
- Abe Coleman (1905-2007), Pools-Amerikaans professioneel worstelaar
- William David Coolidge (1873-1975), Brits natuurkundige
- Jorge da Costa (1406-1508), Portugees kardinaal
- Charles Coste (8 februari 1924), Frans wielrenner[136]
- Ria van Dijk (1920-2021), Nederlands ondernemer[137]
- Denijs Dille (1904-2005), Belgisch musicoloog
- Jacques Dixmier (26 mei 1924), Frans wiskundige[138]
- Ellen Albertini Dow (1913-2015), Amerikaans actrice
- Willem Drees (1886-1988), Nederlands minister-president[139]
- Marta Eggerth (1912-2013), Hongaars actrice en zangeres
- Juan Ponce Enrile (14 februari 1924), Filipijns politicus[140]
- Henri Fabre (1882-1984), Frans luchtvaartpionier
- Irving Fein (1911-2012), Amerikaans manager[141]
- Lawrence Ferlinghetti (1919-2021), Amerikaans dichter en schrijver
- Julien Ficher (1888-1989), Belgisch beeldend kunstenaar en pedagoog
- Edmond H. Fischer (1920-2021), Zwitsers-Amerikaans biochemicus
- Jacque Fresco (1916-2017), Amerikaans industrieel ontwerper, auteur, uitvinder en futurist
- Rupprecht Geiger (1908-2009), Duits beeldhouwer en kunstschilder[142]
- Eugène Gessel (1919-2020), Surinaams historicus, docent en politiek analyticus
- Françoise Gilot (1921-2023), Frans kunstschilderes en muze van Pablo Picasso[143]
- Pablo González Casanova (1922-2023), Mexicaans socioloog[144]
- Cécile Goor-Eyben (1923-2024), Belgisch politica[145]
- Dieter Grau (1913-2014), Duits-Amerikaans wetenschapper[146]
- Nico Gunzburg (1882-1984), Belgisch rechtsgeleerde
- Renilde Hammacher-van den Brande (1913-2014), Belgisch kunsthistorica[147]
- Silvère Hanssens (1908-2010), Belgisch priester en hoogleraar
- Andrés Henestrosa (1906-2008), Mexicaans dichter en schrijver
- Ernst Jakob Henne (1904-2005), Duits motorcoureur en ondernemer
- Helmut Hirsch (1907-2009), Duits historicus
- Christopher Hornsrud (1859-1960), Noors politicus
- Albertus van Hulzen (1905-2006), Nederlands stadshistoricus
- Friedrich Hund (1896-1997), Duits natuurkundige
- Clementine Hunter (1886-1988), Amerikaans kunstschilderes
- Katherine Johnson (1918-2020), Amerikaans natuur- en wiskundige, ruimtewetenschapper
- Piet de Jong (1915-2016), Nederlands minister-president[148]
- Georges Joris (1921-2022), Belgisch burgemeester[149]
- Meir Just (1908-2010), Nederlands rabbijn
- Hans Keilson (1909-2011), Duits-Nederlands schrijver en psychiater
- George Kennan (1904-2005), Amerikaans diplomaat en historicus
- Octave Landuyt (1922-2024), Belgisch kunstenaar[150]
- Hendrik Louise Lauwers (pseudoniem Reninca) (1923-2025), Belgisch dichteres[151]
- Hans van Lennep (1903-2004), Nederlands jonkvrouw, advocate en psychologe
- Bernard Lewis (1916-2018), Brits-Amerikaans geschiedkundige
- Kurt Maetzig (1911-2012), Duits filmregisseur
- Albert Malbois (1915-2017), Frans bisschop
- Leslie H. Martinson (1915-2016), Amerikaans regisseur
- Fay McKenzie (1918-2019), Amerikaans actrice[152]
- Curt Meyer-Clason (1910-2012), Duits schrijver en vertaler
- Igor Moisejev (1906-2007), Russisch choreograaf
- Peter Molthoff (1923-2025), Nederlands burgemeester en verzetsstrijder[153]
- Ursula Mommens (1908-2010), Brits keramist[154]
- Clem Moorman (1916-2017), Amerikaans jazzzanger, pianist, arrangeur en acteur
- Grandma Moses (1860-1961), Amerikaans kunstschilderes
- Meg Mundy (1915-2016), Brits-Amerikaans actrice[155]
- Margaret Murie (1902-2003), Amerikaans natuurvorser
- Yasuhiro Nakasone (1918-2019), Japans politicus
- Oswald von Nell-Breuning (1890-1991), Duits theoloog en filosoof
- Theo Neutelings (1892-1994), Nederlands ondernemer[156]
- Tomie Ohtake (1913-2015), Braziliaans beeldhouwster, schilderes en grafica
- Frances Oldham Kelsey (1914-2015), Canadees-Amerikaans farmacologe en arts
- Kathleen Ollerenshaw (1912-2014), Brits wiskundige, hockeyspeelster en politica[157]
- Francisco Raúl Villalobos Padilla (1921-2022), Mexicaans bisschop[158]
- Janis Paige (1922-2024), Amerikaans actrice[159]
- Johan Caspar Paravicini di Capelli (1660-1761), Nederlands militair
- Ace Parker (1912-2013), Amerikaans honkbalspeler
- Léon Povel (1911-2013), Nederlands omroeper, hoorspel- en televisieregisseur[160]
- Micheline Presle (1922-2024), Frans actrice[161]
- Edward Bernard Raczyński (1891-1993), Pools politicus
- Socorro Ramos (23 september 1923), Filipijns ondernemer[162]
- Irving Rapper (1898-1999), Amerikaans regisseur
- Jan Reehorst (1923-2024), Nederlands politicus[163]
- Richard Gavin Reid (1879-1980), Canadees politicus
- Leni Riefenstahl (1902-2003), Duits cineaste[164]
- David Rockefeller (1915-2017), Amerikaans bankier[165]
- Guillermo Rodríguez Lara (4 november 1923), Ecuadoraans politicus[166]
- Walter Roland (1922-2024), Belgisch schrijver[167]
- Albert Rosellini (1910-2011), Amerikaans politicus[168]
- Eva Marie Saint (4 juli 1924), Amerikaans actrice[169]
- Albert Sansen (1916-2017), Belgisch politicus, drukker en uitgever
- Pura Santillan-Castrence (1905-2007), Filipijns schrijfster en diplomate
- Robert C. Schnitzer (1906-2008), Amerikaans acteur en producent[170]
- Claude Seignolle (1917-2018), Frans schrijver
- Marina Semjonova (1908-2010), Russisch balletdanseres
- Ramón Serrano Suñer (1901-2003), Spaans politicus
- Toyo Shibata (1911-2013), Japans dichteres
- Hermann von Siemens (1885-1986), Duits industrieel
- Khamtai Siphandon (1924-2025), Laotiaans politicus en president[171]
- Nicolas Slonimsky (1894-1995), Russisch-Amerikaans componist
- Sergej Sokolov (1911-2012), Oekraïens-Russisch militair en ambtenaar
- Louis Sparre (1863-1964), Zweeds kunstenaar, voornamelijk actief in Finland
- Johannes Theodor Suhr (1896-1997), Deens bisschop
- Guus Sundermeijer-Rincker (1923-2024), Nederlands kunstschilderes en textielkunstenares[172]
- Dorothea Tanning (1910-2012), Amerikaans beeldhouwster, drukster en schilderes en musicoloog
- Alice Toen (25 Juli 1924), Belgische actrice
- Roman Totenberg (1911-2012), Pools-Amerikaans vioolspeler
- Ghislain Van Royen (1916-2018), Belgisch auteur
- Brian Urquhart (1919-2021), Brits VN-diplomaat
- Anne Vermeer (1916-2018), Nederlands politicus en burgemeester[173]
- Madelon Verstijnen (1916-2017), Nederlands overlevende van de dodenmars uit de Tweede Wereldoorlog[174]
- Daniël Verstraete (31 juli 1924), Belgisch bisschop[175]
- Ida Vitale (2 november 1923), Uruguayaans dichteres[176]
- Jacques Waisvisz (1918-2020), Nederlands-Joodse Engelandvaarder, scheikundige en ontdekker van de schimmelwerende stof natamycine
- William Webster (1924-2025), Amerikaans topbestuurder en jurist[177]
- Torsten Wiesel (3 juni 1924), Zweeds neuroloog en Nobelprijswinnaar[178]
- Hendrik Wijdeveld (1885-1987), Nederlands architect
- Estelle Winwood (1883-1984), Brits actrice[179]
- Miguel Zacarías (1905-2006), Mexicaans filmregisseur

## 100 jaar

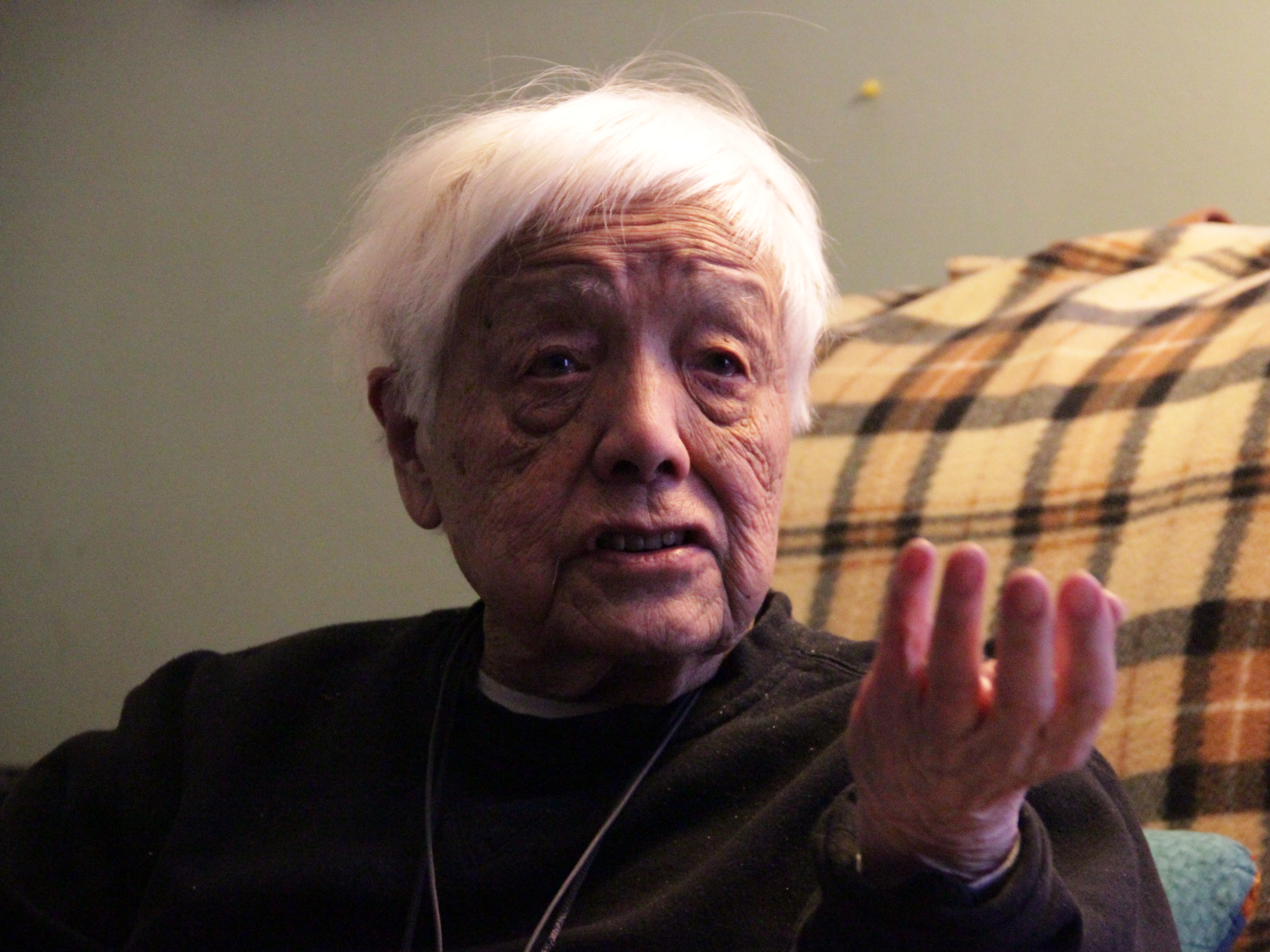
Grace Lee Boggs in 2012

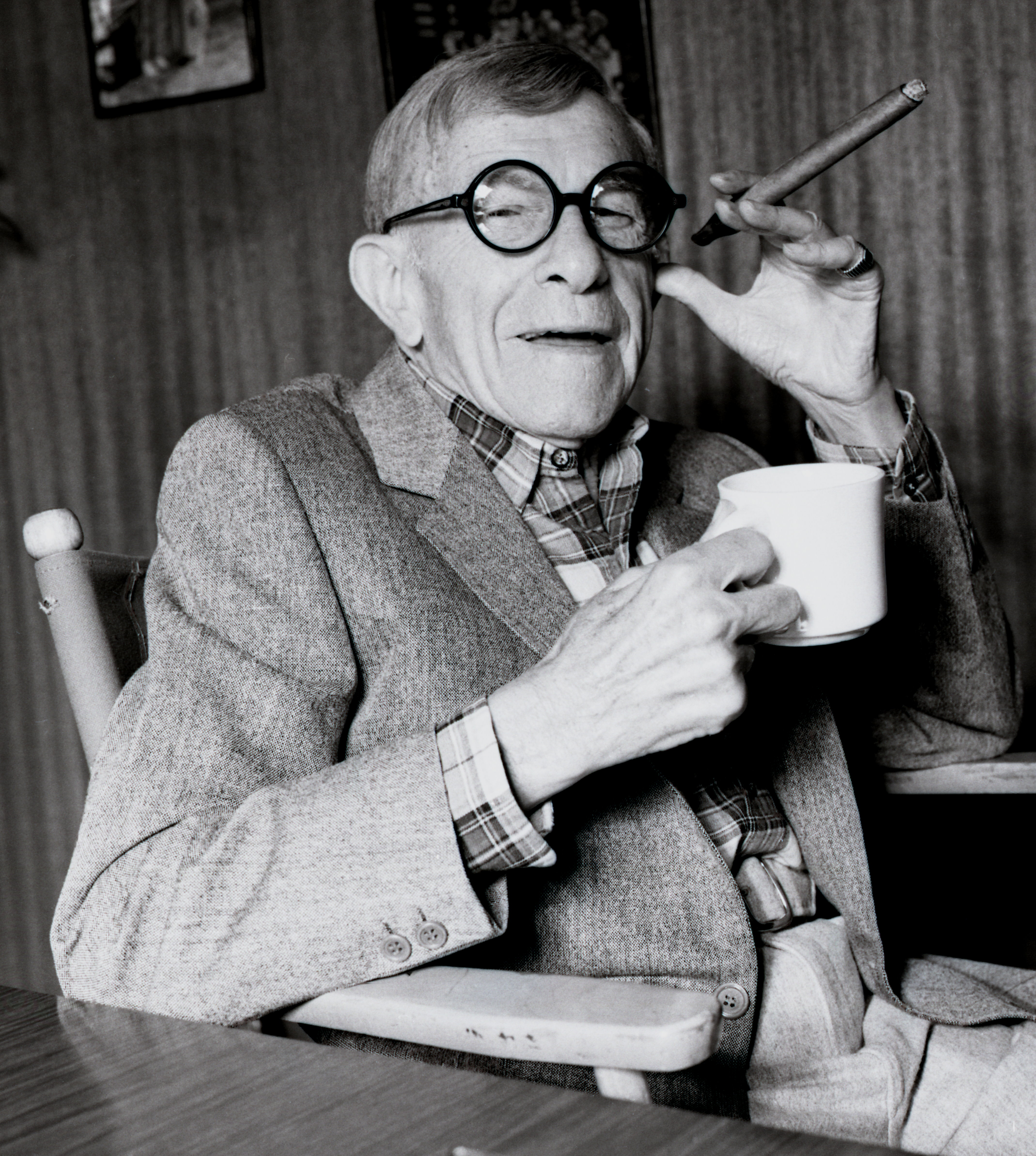
George Burns in 1986

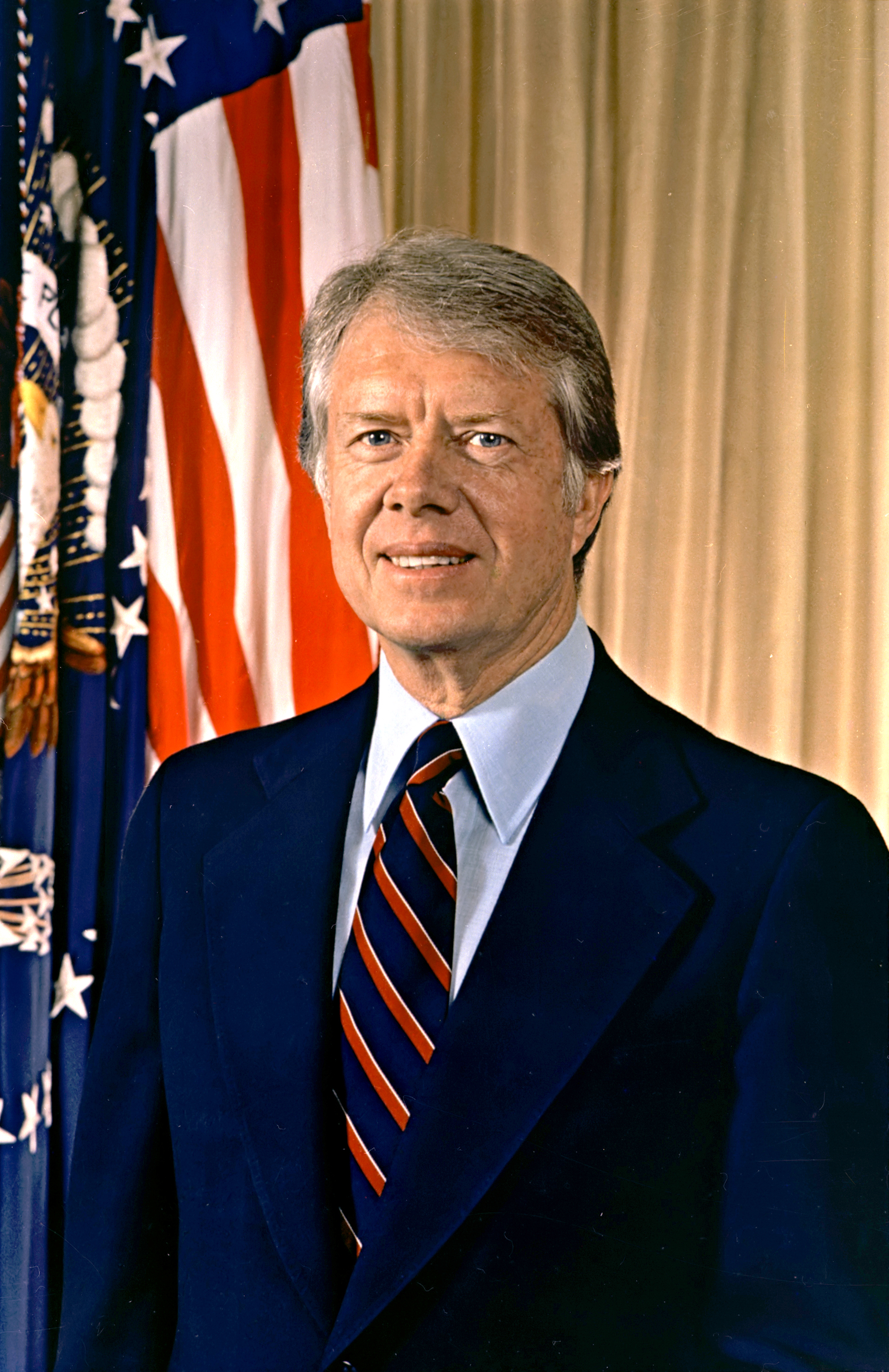
Jimmy Carter in 1978

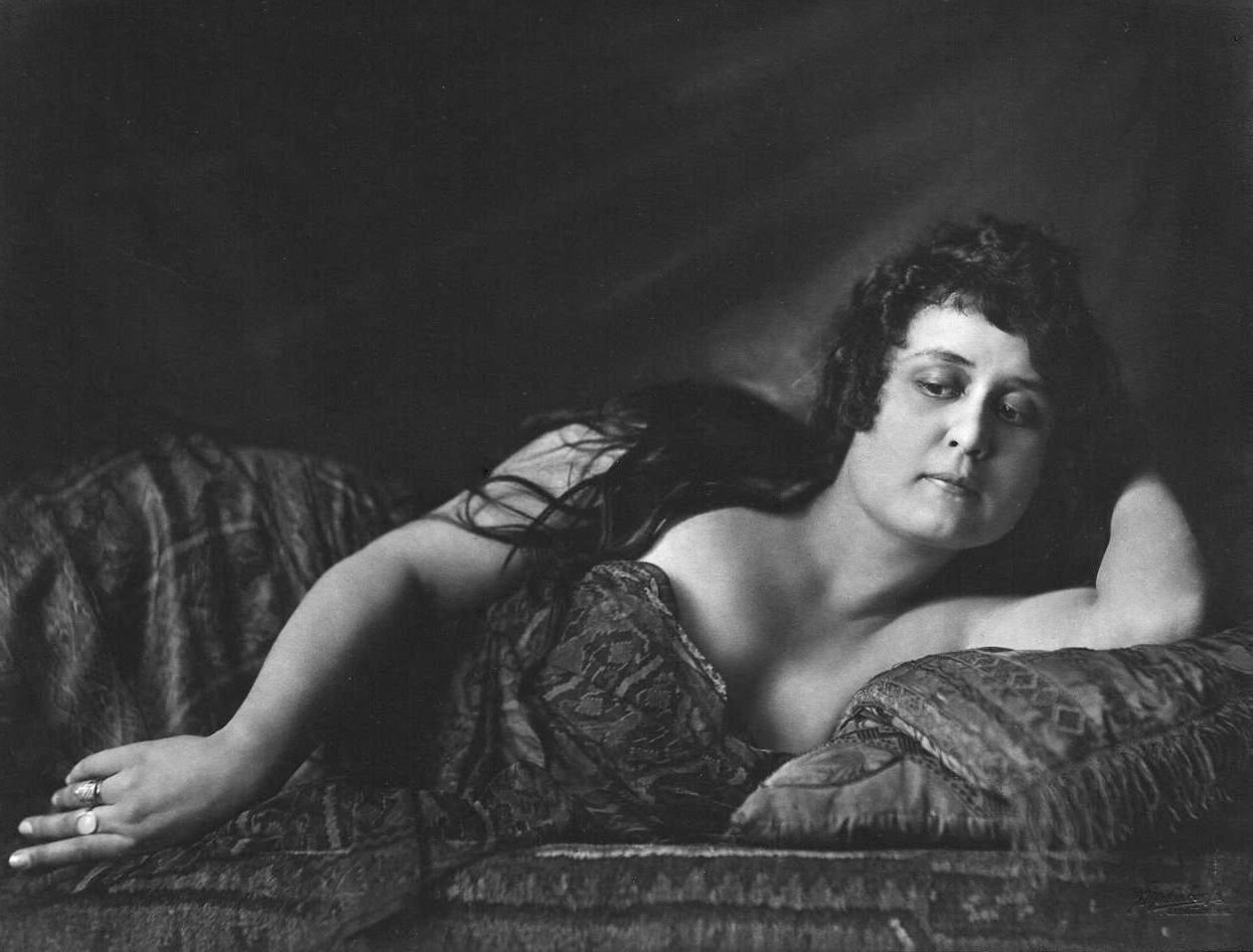
Willy Corsari in 1922

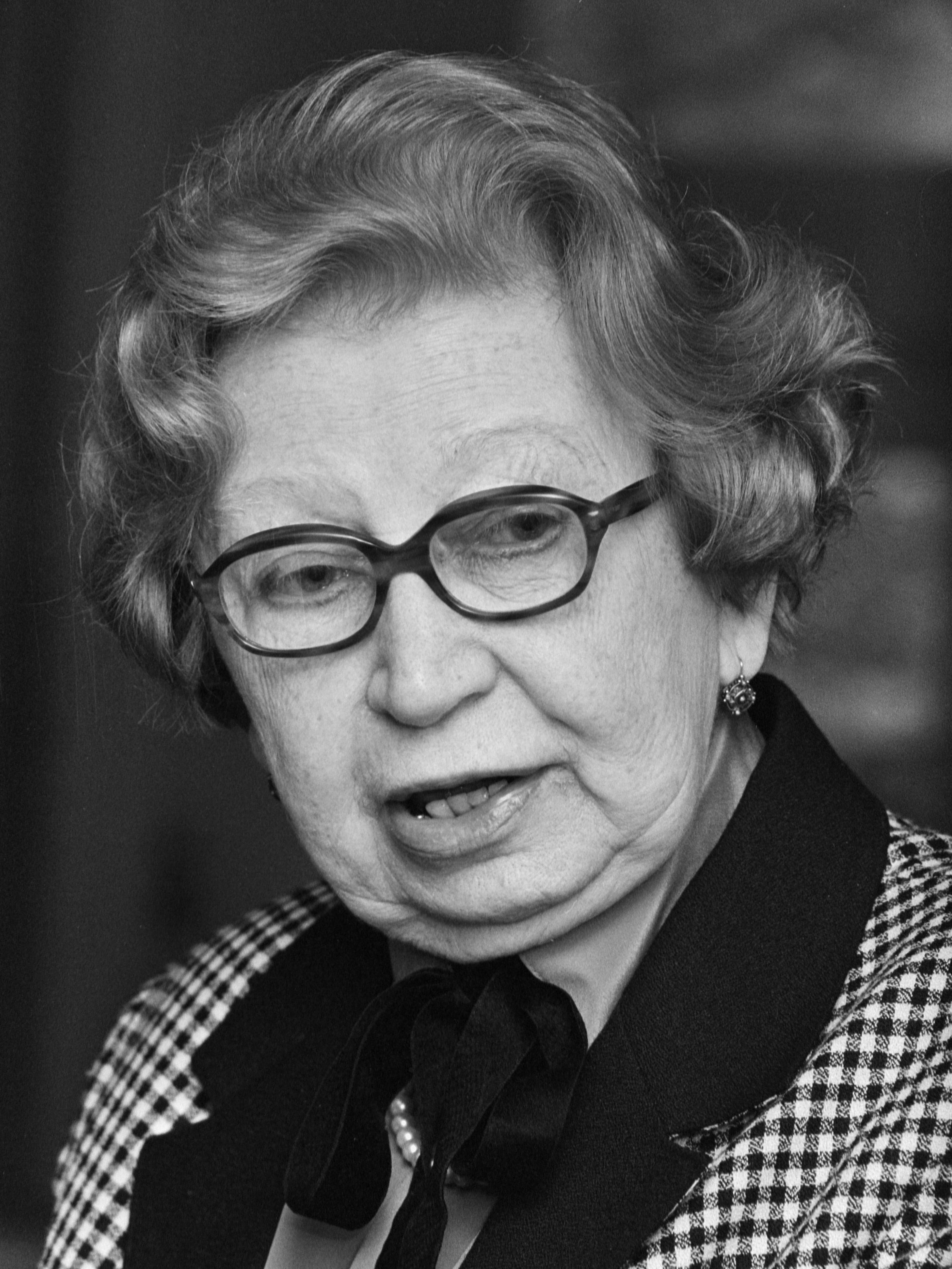
Miep Gies in 1987

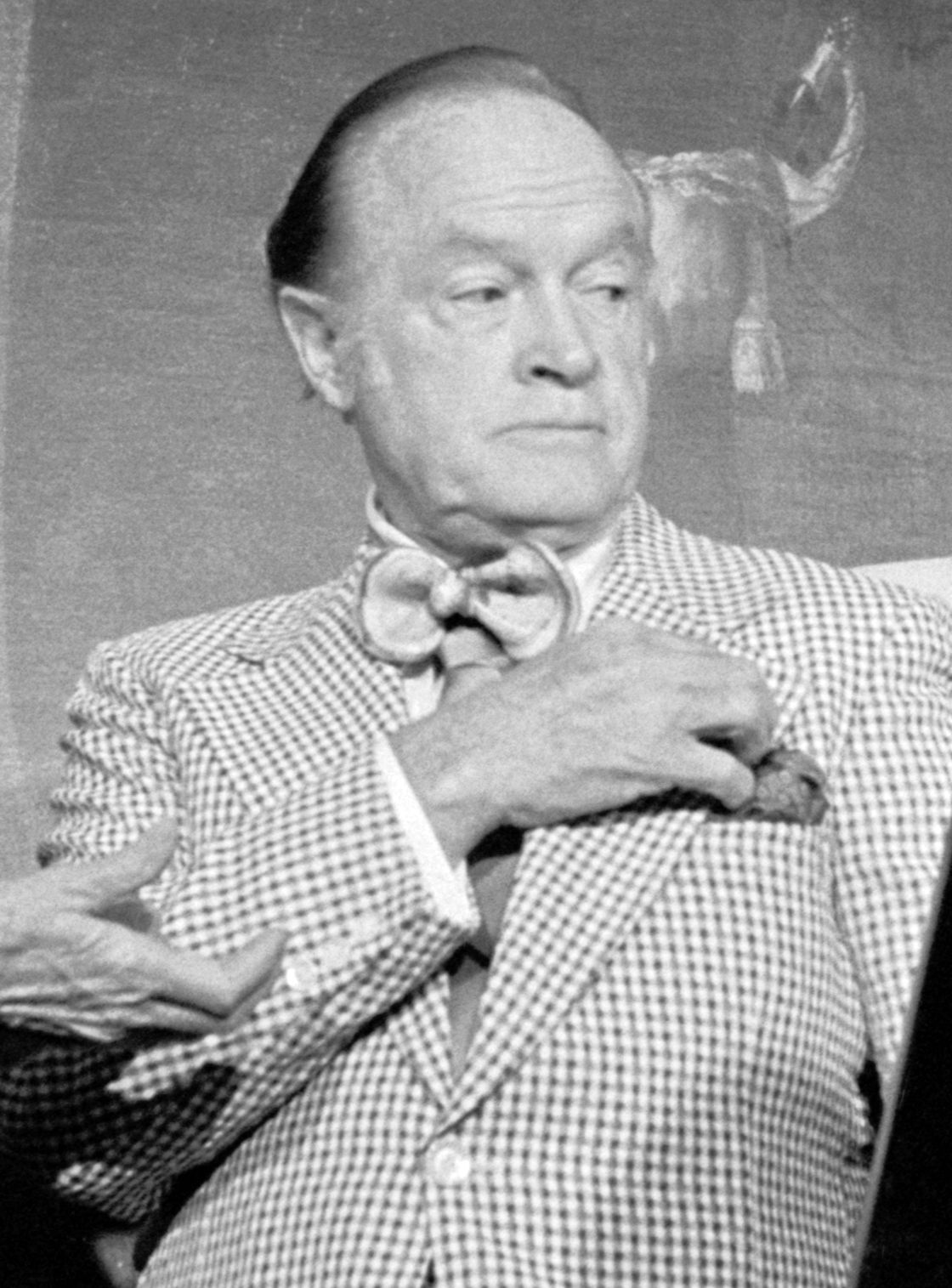
Bob Hope in 1978

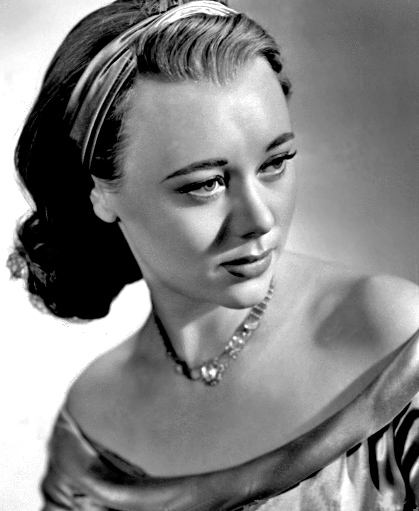
Glynis Johns in 1952

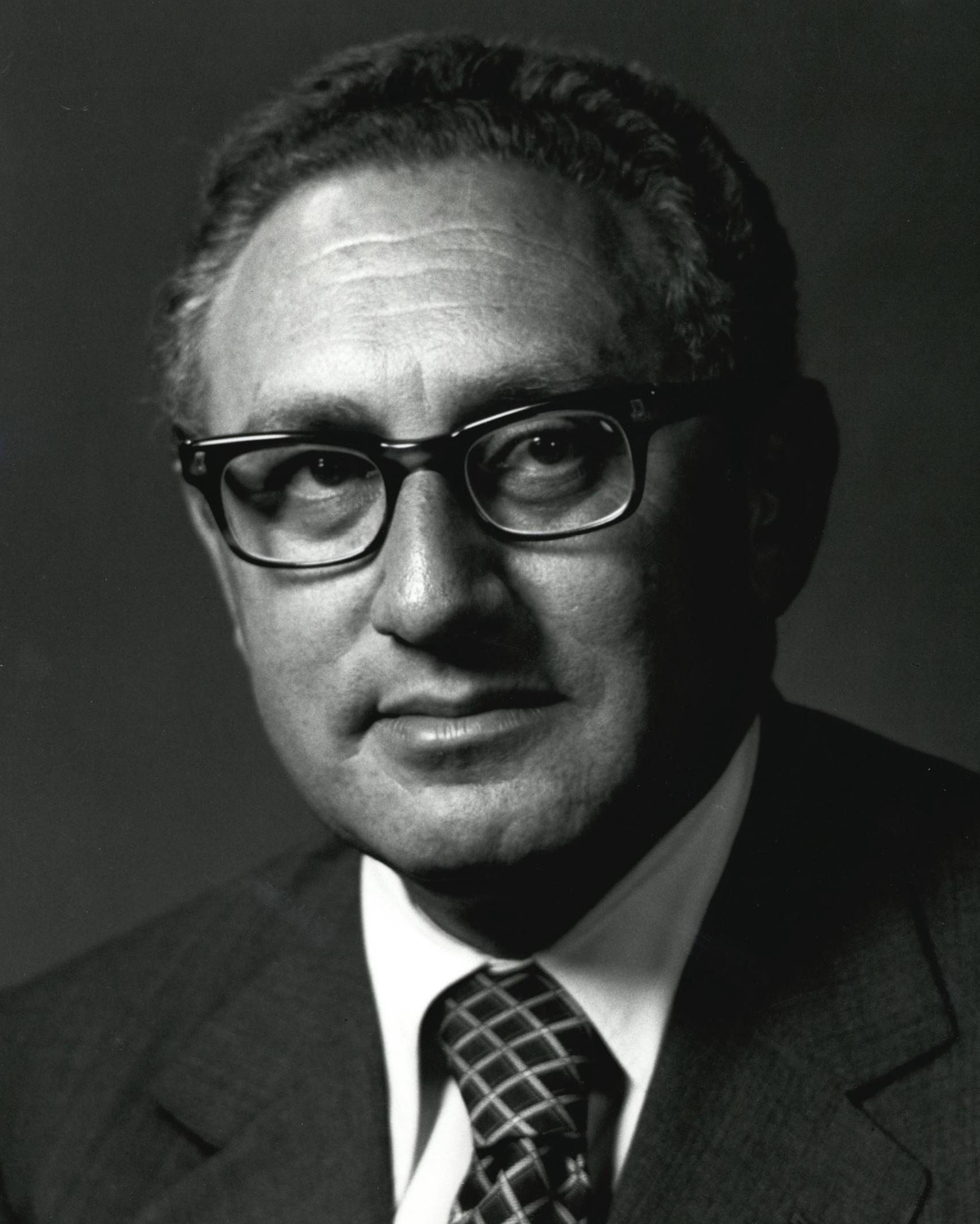
Henry Kissinger ca. 1973

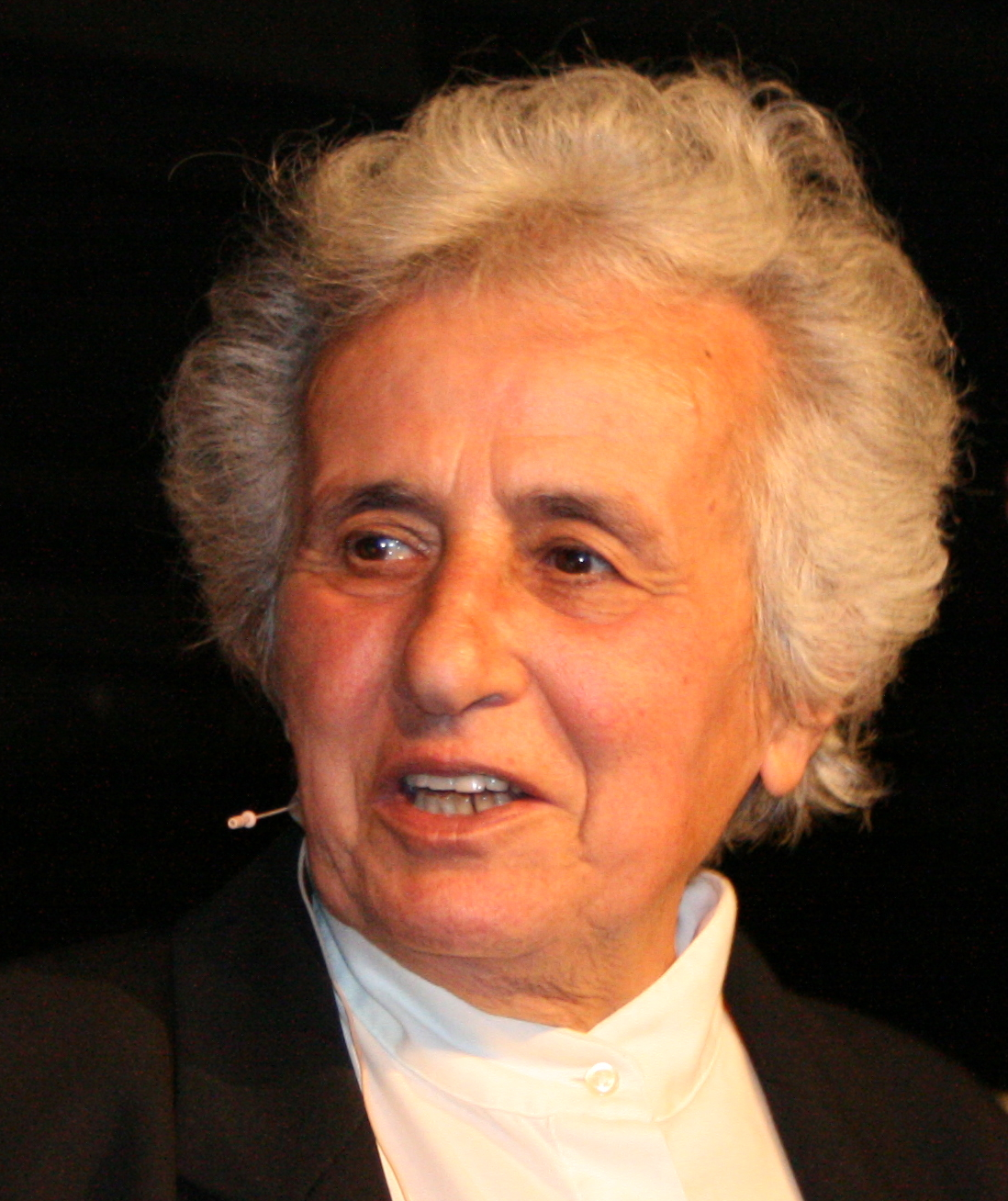
Anita Lasker-Wallfisch

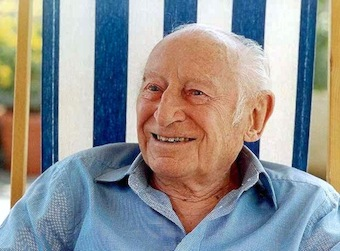
Tullio Pinelli in 2002

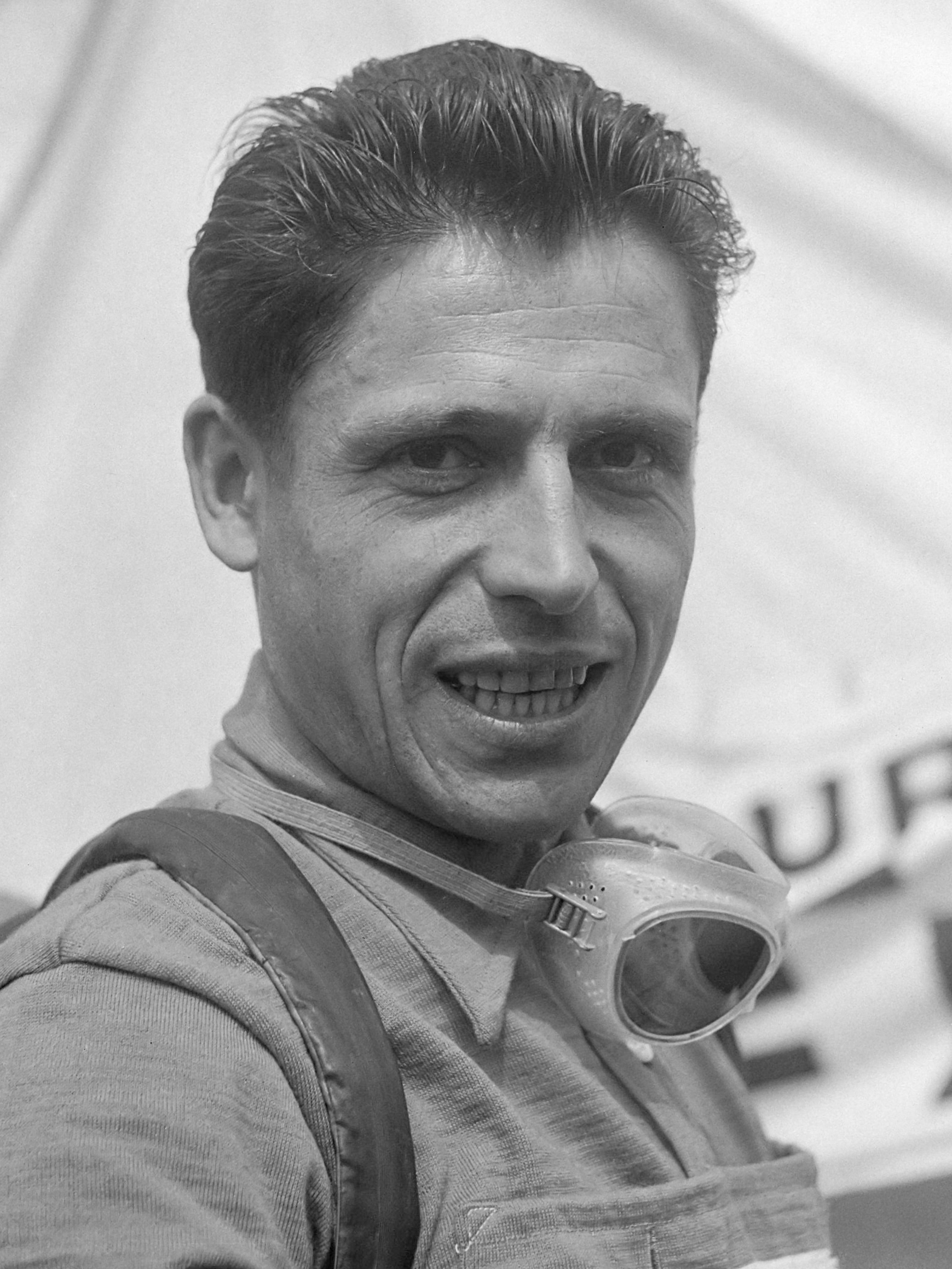
Antonin Rolland

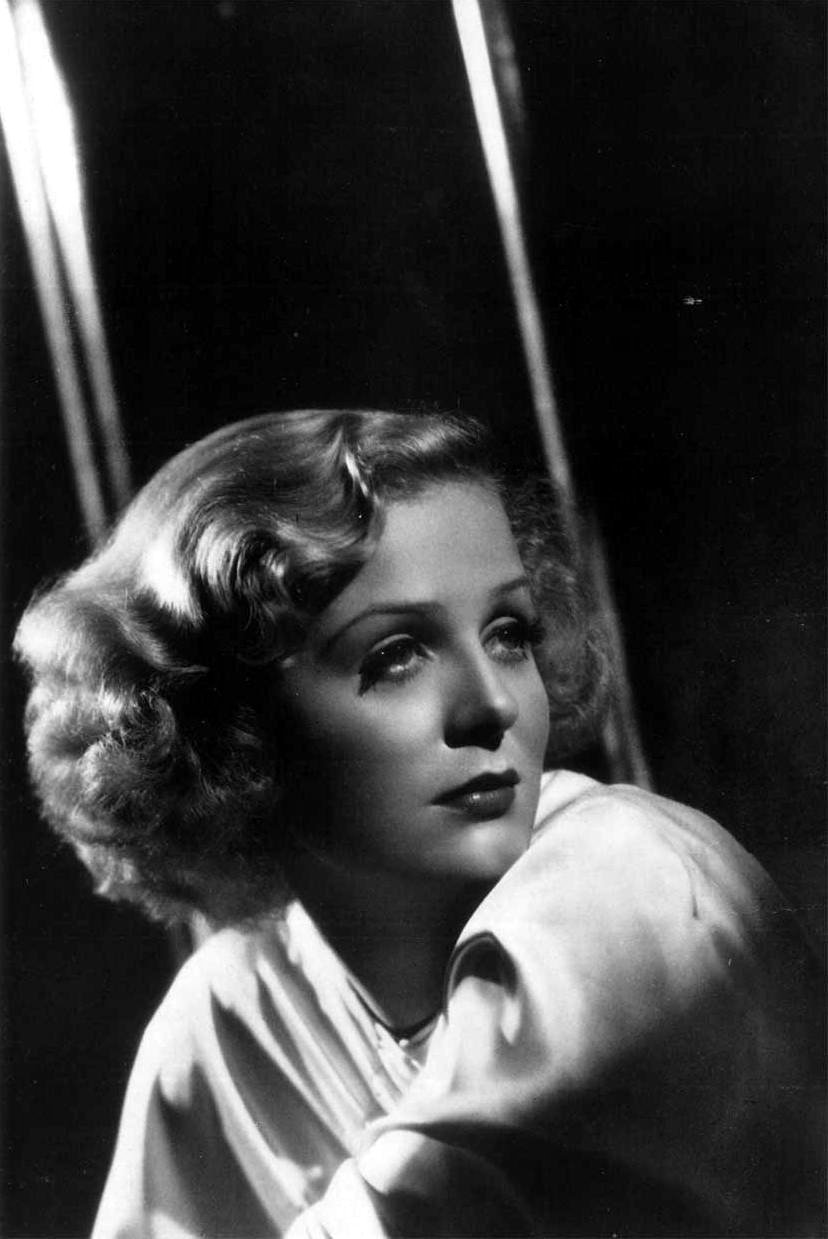
Gloria Stuart in 1937

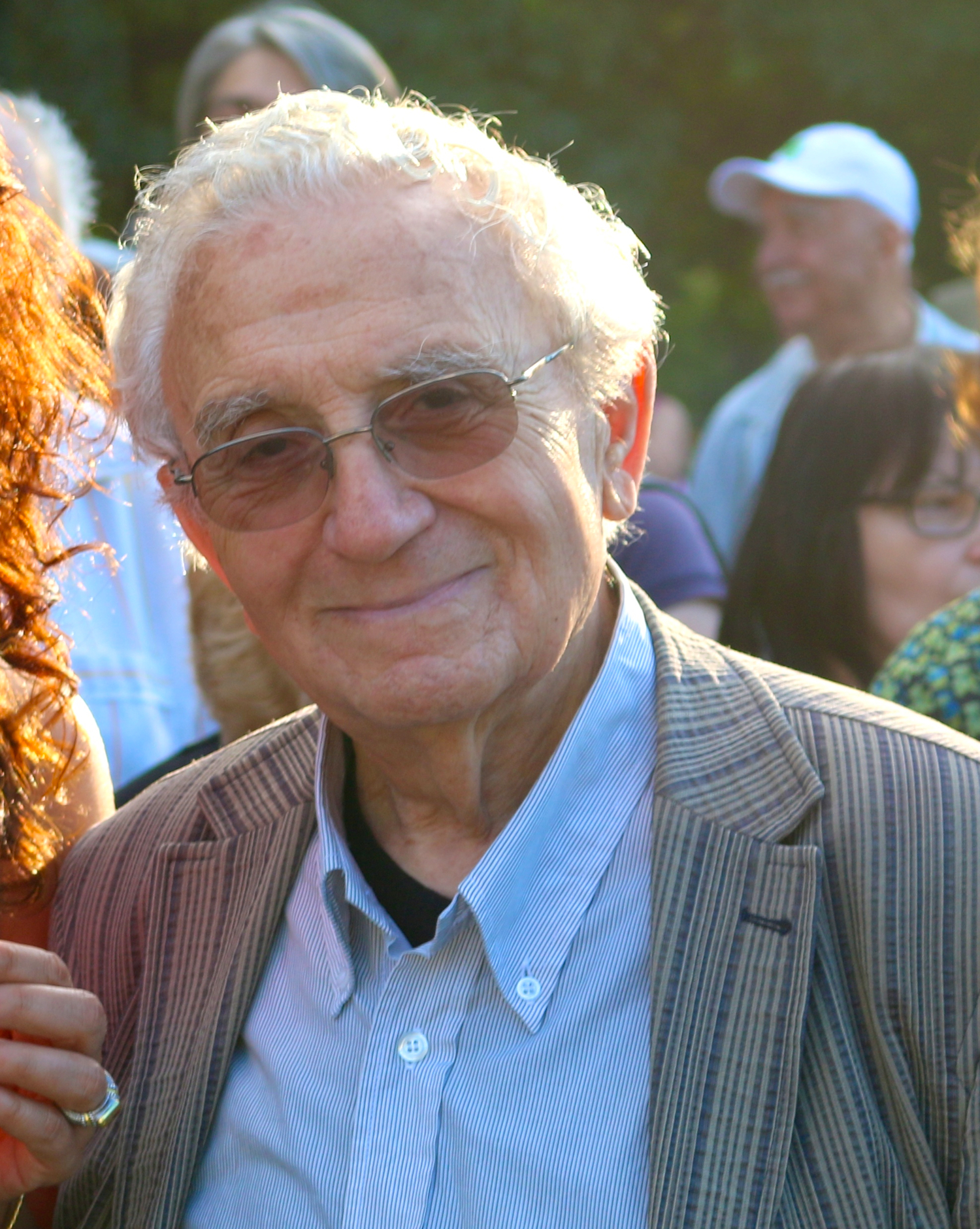
Angel Wagenstein in 2015

- Alphonsus Marie Hubertus Edmond van Aefferden (1891-1992), Nederlands burgemeester
- Gisèle d'Ailly-van Waterschoot van der Gracht (1912-2013), Nederlands kunstenares en kunstmecenas[180]
- Van Alexander (eigenlijk Alexander Van Vliet Feldman) (1915-2015), Amerikaans arrangeur, componist en bigbandleider
- Émile Allais (1912-2012), Frans skiër
- Svend Asmussen (1916-2017), Deens jazzviolist[181]
- Carl-Erik Asplund (1923-2024), Zweeds schaatser[182]
- Dino Attanasio (4 mei 1925), Italiaans-Belgisch stripauteur[183]
- Joeri Averbach (1922-2022), Russisch schaker[184]
- Hendrika Cornelia de Balbian Verster-Bolderheij (1890-1990), Nederlands schilderes
- György Bálint (1919-2020), Hongaars journalist, schrijver en politicus[185]
- Dave Bartholomew (1918-2019), Amerikaans muzikant[186]
- Fons van Bastelaar (1922-2022), Nederlands burgemeester[187]
- Aaron Temkin Beck (1921-2021), Amerikaans psychiater-therapeut
- Arsène Becuwe (1891-1992), Belgisch componist
- Giovanni Benedetti (1917-2017), Italiaans bisschop
- Bruce Bennett (1906-2007), Amerikaans atleet en acteur[188]
- Aster Berkhof (1920-2020), Belgisch schrijver
- Henk van der Bijl (24 maart 1925), Nederlands voetballer[189]
- Grace Lee Boggs (1915-2015), Amerikaans politiek activiste
- Kathleen Booth (1922-2022), Brits computerwetenschapper en wiskundige[190]
- Esther Borja (1913-2013), Cubaans zangeres
- Manuel Álvarez Bravo (1902-2002), Mexicaans fotograaf
- Margaret Burbidge (1919-2020), Brits-Amerikaans astrofysicus
- George Burns (1896-1996), Amerikaans komiek[191]
- Albert Buunk (1924-2025), Nederlands burgemeester[192]
- Eugenio Calabi (1923-2023), Italiaans-Amerikaans wiskundige[193]
- Anna Campori (1917-2018), Italiaans actrice[194]
- Loris Capovilla (1915-2016), Italiaans kardinaal en aartsbisschop-emeritus
- Jimmy Carter (1924-2024), Amerikaans politicus, president en Nobelprijswinnaar[195]
- Riccardo Cassin (1909-2009), Italiaans bergbeklimmer
- Philip Christison (1893-1993), Brits generaal
- Edna Clarke Hall (1879-1979), Brits dichteres en beeldend kunstenares[196]
- Roger Coekelbergs (1921-2021), Belgisch scheikundige en verzetsstrijder[197]
- Willy Corsari (1897-1998), Nederlands schrijfster[198]
- Louise Currie (1913-2013), Amerikaans actrice
- Auguste Danse (1829-1929), Belgisch etser
- Danielle Darrieux (1917-2017), Frans actrice
- Alexandra David-Néel (1868-1969), Frans-Belgisch ontdekkingsreizigster en schrijfster
- Jan Frans De Blaes (1909-2010), Belgisch kanoër
- Jean Delannoy (1908-2008), Frans filmregisseur
- Max De Vries (1914-2014), Belgisch communist en verzetsman[199]
- Gérard Dionne (1919-2020), Canadees bisschop
- Cornelis Dubbink (1914-2014), president van de Hoge Raad der Nederlanden
- Paulette Dubost (1910-2011), Frans actrice[200]
- Georges-Hilaire Dupont (1919-2020), Frans bisschop
- Lily Ebert (1923-2024), Hongaars schrijver en Holocaustoverlever[201]
- Fanny Edelman (1911-2011), Argentijns politica
- Luis Echeverría (1922-2022), Mexicaans president
- Gershon Edelstein (1923-2023), Israëlisch rabbijn en spiritueel leider[202]
- Don Edwards (1915-2015), Amerikaans politicus
- Hein Eersel (1922-2022), Surinaams taalkundige en surinamist[203]
- Miep Eijffinger (1911-2011), Nederlands kunsthandelaar
- Jan Ekier (1913-2014), Pools pianist en componist[204]
- Huub Ernst (1917-2017), Nederlands bisschop[205]
- Leo Esaki (12 maart 1925), Japans natuurkundige en Nobelprijswinnaar[206]
- Emile Fabry (1865-1966), Belgisch kunstschilder en dichteres
- Gunnar Fischer (1910-2011), Zweeds cameraman[207]
- Hannah Frank (1908-2008), Schots kunstenares en beeldhouwster
- Evelyn Furtsch (1914-2015), Amerikaans atlete
- Maurice de Gandillac (1906-2006), Frans filosoof
- Andrée Geulen-Herscovici (1921-2022), Belgisch verzetsstrijdster[208]
- Terry Gibbs (13 oktober 1924), Amerikaans jazz-vibrafonist en bandleider[209]
- Miep Gies (1909-2010), Nederlands helpster van Anne Frank[210]
- Greeth Gilhuis-Smitskamp (1908-2008), Nederlands kinderboekenschrijfster en dichteres
- Auguste Goffin (1914-2014), Belgisch motorcoureur
- Maurice Goldhaber (1911-2011), Amerikaans natuurkundige
- Coleridge Goode (1914-2015), Jamaicaans-Brits jazzcontrabassist
- John B. Goodenough (1922-2023), Amerikaans scheikundige[211]
- Roger Guillemin (1924-2024), Frans-Amerikaans endocrinoloog en Nobelprijswinnaar[212]
- Doris Haddock (1910-2010), Amerikaans politiek activiste
- Viktor Hamburger (1900-2001), Duits-Amerikaans bioloog en embryoloog[213]
- Alice Seeley Harris (1870-1970), Engels fotografe
- João Havelange (1916-2016), Braziliaans sportbestuurder
- Rudolf Hell (1901-2002), Duits uitvinder
- Bob Hope (1903-2003), Amerikaans komiek[214]
- Albert Houssiau (2 november 1924), Belgisch bisschop[215]
- Marijke Hoving (18 juni 1925), Nederlands cabaretière[216]
- Pietro Ingrao (1915-2015), Italiaans politicus
- Kees de Jager (1921-2021), Nederlands astronoom[217]
- Dorothy Janis (1910-2010), Amerikaans actrice[218]
- Louis Janssen (1912-2013), Belgisch duivenmelker[219]
- Herb Jeffries (1913-2014), Amerikaans jazzzanger en acteur[220]
- Glynis Johns (1923-2024), Brits actrice, zangeres en danseres[221]
- Marien de Jonge (1911-2012), Nederlands militair en Engelandvaarder
- Cheng Kaijia (1918-2018), Chinees kernfysicus en ingenieur
- Shmuel Kamenetsky (november 1924), Litouws-Amerikaans charedisch rabbijn[222]
- Edgar Kesteloot (1922-2023), Belgisch wetenschapper en natuurbeschermer[223]
- Ancel Keys (1904-2004), Amerikaans (voedings)wetenschapper [224]
- Guus Kiel (1913-2013), Nederlands militair[225]
- Inge King (1915-2016), Australisch beeldhouwster[226]
- Henry Kissinger (1923-2023), Amerikaans politicus, diplomaat en Nobelprijswinnaar[227]
- Aijolt Kloosterboer (1915-2015), Nederlands burgemeester en herenboer[228]
- Miep Koffrie (1921-2022), Nederlands verzetsstrijdster[229]
- Stanley Kunitz (1905-2006), Amerikaans dichter
- Jesualda Kwanten (1901-2001), Nederlands beeldhouwster, illustratrice, tekenares, etser en lithografe
- Anita Lasker-Wallfisch (17 juli 1925), Duits-Brits celliste en Holocaustoverlevende[230]
- Arthur Lehning (1899-2000), Nederlands schrijver[231]
- Felice Leonardo (1915-2015), Italiaans bisschop
- Yvonne Levering (1905-2006), Belgisch pianiste en lyrisch zangeres
- Claude Lévi-Strauss (1908-2009), Frans cultureel antropoloog
- Henk over de Linden (1923-2023), Nederlands burgemeester[232]
- René Llense (1913-2014), Frans voetbaldoelman
- June Lockhart (25 juni 1925), Amerikaans actrice[233]
- Angelo Lo Forese (1920-2020), Italiaans tenor[234]
- Vassos Lyssarides (1920-2021), Cypriotisch politicus en arts[235]
- Johannes Matzen (13 februari 1925), Duits voetballer[236]
- Ernst Mayr (1904-2005), Amerikaans-Duits bioloog
- Doris McCarthy (1910-2010), Canadees kunstschilderes, kunstdocente en schrijfster[237]
- Woizlawa Feodora zu Mecklenburg (1918-2019), Duits prinses
- Wilhelm Meise (1901-2002), Duits ornitholoog[238]
- Gérard Mertens (1918-2018), Nederlands politicus[239]
- Frederike Meyboom (1871-1971), Nederlands directrice en feministe[240]
- John William Middendorf (22 september 1924), Amerikaans diplomaat[241]
- Cyriel Moeyaert (1920-2020), Belgisch schrijver en priester[242]
- Mahathir Mohammed (10 juli 1925), Maleisisch politicus en eerste minister[243]
- Aldo Mongiano (1919-2020), Italiaans bisschop
- Moses Montefiore (1784-1885), Brits bankier en filantroop
- Tom Moore (1920-2021), Brits militair en fondsenwerver
- Marcel Mule (1901-2001), Frans saxofonist[244]
- Margaret Murray (1863-1963), Brits antropologe
- William Murphy jr. (1923-2023), Amerikaans medicus en uitvinder[245]
- Jan Naaijkens (1919-2019), Nederlands schrijver[246]
- Phil Nimmons (1923-2024), Canadees jazzklarinettist en -componist[247]
- Shigeru Oda (22 oktober 1924), Japans rechter[248]
- Juan Orrego-Salas (1919-2019), Chileens componist, muziekpedagoog, musicoloog en dirigent
- Gloria Parker (1921-2022), Amerikaans muzikante en componist[249]
- Attilio Pavesi (1910-2011), Italiaans wielrenner
- Javier Pérez de Cuéllar (1920-2020), Peruviaans politicus en diplomaat, voormalig VN-secretaris-generaal
- Emily Perry (1907-2008), Brits actrice[250]
- Frits Philips (1905-2005), Nederlands ondernemer[251]
- Jacqueline Piatigorsky (1911-2012), Amerikaans schaakspeelster en -mecenas, tennisspeelster, auteur en beeldhouwster
- Paul Pietsch (1911-2012), Duits Formule 1-coureur
- José de Jesús Pimiento Rodríguez (1919-2019), Colombiaans kardinaal
- Tullio Pinelli (1908-2009), Italiaans auteur en scenarioschrijver
- Priscilla Pointer (1924-2025), Amerikaans actrice[252]
- Jentsje Popma (1921-2022), Nederlands schilder en beeldhouwer[253]
- Erich Priebke (1913-2013), Duits oorlogsmisdadiger[254]
- Eugène Quanjel (1897-1998), Nederlands kunstenaar en scenarioschrijver
- Godfrey Rampling (1909-2009), Brits sprinter
- Franco Rasetti (1901-2001), Italiaans-Amerikaans natuurkundige
- Henry Nicholas Ridley (1855-1956), Brits bioloog
- Hal Roach (1892-1992), Amerikaans regisseur[255]
- Zvonimir Rogoz (1887-1988), Joegoslavisch acteur
- Antonin Rolland (3 september 1924), Frans wielrenner[256]
- Clemens Roothaan (1918-2019), Nederlands-Amerikaans natuurkundige en informaticus[257]
- Edmundo Ros (1910-2011), Trinidatees rumbazanger en percussionist
- Jean Rouverol (1916-2017), Amerikaans actrice, auteur en scenarioschrijfster
- Heinrich Ruhl (1915-2015), Duits militair
- Bernardo Ruiz (1925-2025), Spaans wielrenner[258]
- Joseph Salemi (1902-2003), Amerikaans jazztrombonist
- Kurt Salterberg (1923-2023), Duits militair[259]
- Piet Sanders (1912-2012), Nederlands jurist[260]
- Sjoerd van der Schaaf (1906-2006), Nederlands journalist, dichter en schrijver[261]
- Volie Schermer-De Jong (1923-2024), Nederlands verzetsstrijdster[262]
- Rolf Schimpf (1924-2025), Duits acteur[263]
- Go Seigen (1914-2014), Chinees-Japans go-speler
- Vic Seixas (1923-2024), Amerikaans tennisser[264]
- Jacques Senard (1919-2020), Frans diplomaat
- Bernarda Bryson Shahn (1903-2004), Amerikaans schilder en lithograaf
- George Shultz (1920-2021), Amerikaans econoom en politicus[265]
- Hobart Muir Smith (1912-2013), Amerikaans herpoloog
- Gisela Söhnlein (1921-2021), Nederlands verzetsstrijdster[266]
- André Sol (1915-2016), Nederlands bisschop[267]
- Rudolf Springer (1909-2009), Duits kunsthandelaar
- Freya Stark (1893-1993), Amerikaans schrijfster
- Hedda Sterne (1910-2011), Roemeens-Amerikaanse kunstenares
- Harald van der Straaten (1922-2022), Nederlands schrijver[268]
- Henri van Straelen (1903-2004), Nederlands missionaris en hoogleraar filosofie
- Gloria Stuart (1910-2010), Amerikaans actrice[269]
- Nyanasamvara Suvaddhana (1913-2013), Thaïs patriarch
- Takahito (1915-2016), Japans prins
- Sietje Tammens (1914-2014), Nederlands verzetsstrijdster[270]
- Bienvenido Tantoco sr. (1921-2021), Filipijns ondernemer en ex-ambassadeur bij het Vaticaan[271]
- Reep verLoren van Themaat (1882-1982), Nederlands civiel ingenieur
- Strom Thurmond (1902-2003), Amerikaans politicus
- Carl von Tiedemann (1878-1979), Duits militair
- Eiji Toyoda (1913-2013), Japans industrialist en voormalig bedrijfsleider van Toyota
- Gérard Tremblay (1918-2019), Canadees bisschop
- Kathryn Trosper Popper (1915-2016), Amerikaans actrice[272]
- Orrin Tucker (1911-2011), Amerikaans saxofonist en bigbandleider
- Hendrik Nicolaas Cornelis van Tuyll van Serooskerken (1916-2017), Nederlands burgemeester[273]
- Mellie Uyldert (1908-2009), Nederlands kruidengeneeskundige[274]
- James Van Fleet (1892-1992), Amerikaans generaal
- Francisco Varallo (1910-2010), Argentijns voetballer
- Otakar Vávra (1911-2011), Tsjechisch filmregisseur en pedagoog
- Bull Verweij (1909-2010), Nederlands zakenman[275]
- Atie Visser (1914-2014), Nederlands verzetsstrijdster[276]
- Albert de Voogd (1906-2007), Nederlands honorair consul en landbouwkundig ingenieur
- Stiene de Vrieze (1915-2015), Nederlands hoogleraar Scandinavische taal- en letterkunde[277]
- Angel Wagenstein (1922-2023), Bulgaars scenarioschrijver en filmregisseur[278]
- Bea Wain (1917-2017), Amerikaans zangeres[279]
- Charles Walgreen jr. (1906-2007), Amerikaans ondernemer
- Eleutherius Winance (1909-2009), Belgisch missionaris, filosoof en theoloog
- Gus Winckel (1912-2013), Nederlands oorlogsheld[280]
- Max Winders (1882-1982), Belgisch architect en monumentenzorger
- Zhang Xueliang (1901-2001), Chinees politicus
- Xenofon Zolotas (1904-2004), Grieks econoom en politicus